# Liste des coups du chapeau en Premier League
Cet article recense les coups du chapeau marqués en Premier League.
Depuis la création de la Premier League lors de la saison 1992-93, plus de 100 joueurs ont inscrit trois buts (un coup du chapeau) ou plus lors d'un même match. Le premier à réaliser cette performance est Éric Cantona, qui a marqué trois fois lors d'une victoire 5-0 de Leeds United le 25 août 1992 contre Tottenham Hotspur.

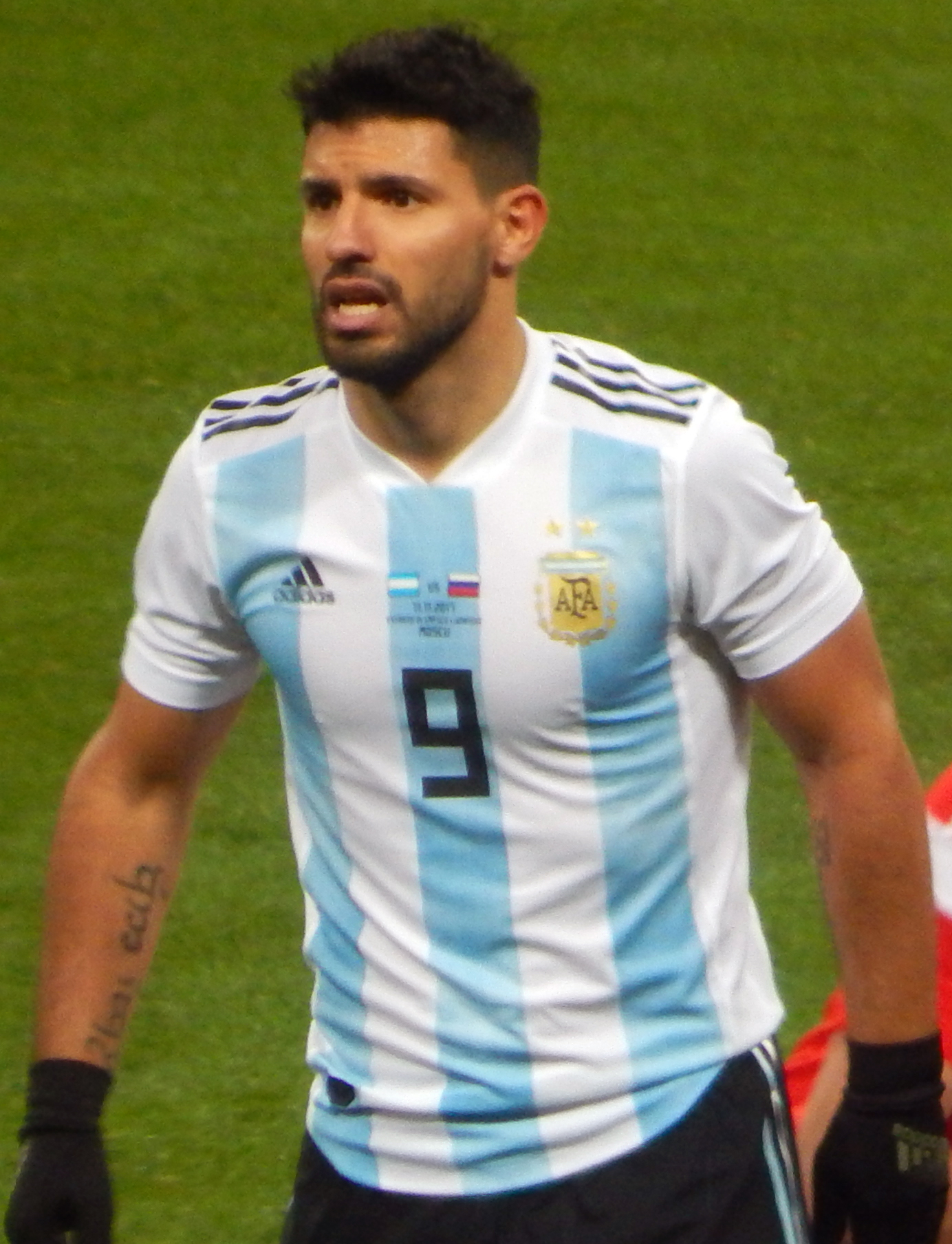
Sergio Agüero est le détenteur du record de triplés inscrits, tous d'ailleurs marqués pour un seul club, Manchester City. Il est aussi le seul joueur à avoir inscrit deux quadruplés et un quintuplé.

Vingt et un joueurs ont réussi à marquer plus que trois buts (le premier étant Efan Ekoku), et parmi eux, cinq joueurs (Andy Cole, Alan Shearer, Jermain Defoe, Dimitar Berbatov et Sergio Agüero) ont marqué cinq buts lors du même match.

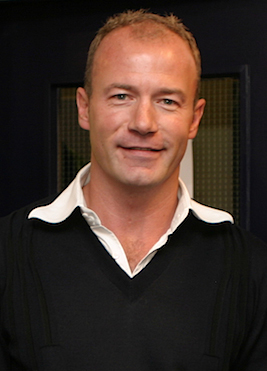
Alan Shearer a détenu pendant plus de quinze ans le record de 11 coups du chapeau en Premier League, 9 sous le maillot des Blackburn Rovers et 2 pour Newcastle United, avant d'être détroné par Sergio Agüero, le 12 janvier 2020.

Robbie Fowler a détenu pendant 21 ans le record du coup du chapeau le plus rapide, inscrivant trois buts pour Liverpool contre Arsenal en 4 minutes et 23 secondes, avant d'être battu par Sadio Mané qui a inscrit un triplé en 2 minutes et 56 secondes, pour Southampton contre Aston Villa en 2015. Un total de 6 coups du chapeau ont été réalisés en moins de 10 minutes : par Sadio Mané et Robbie Fowler donc mais aussi Jermain Defoe, Gabriel Agbonlahor, Ian Wright et Andy Carroll. Ole Gunnar Solskjær a, quant à lui, inscrit quatre buts pour Manchester United en 12 minutes, après être entré en jeu contre Nottingham Forest.
Quatre matches, Arsenal contre Southampton le 7 mai 2003, Blackburn Rovers contre Wigan Athletic le 15 décembre 2007 Southampton contre Leicester City le 25 octobre 2019, et enfin Manchester City contre Manchester United Football Club le 2 octobre 2022 partagent la particularité d'avoir connu deux coups du chapeau lors de la même rencontre : Jermaine Pennant et Robert Pirès pour Arsenal lors du premier match cité ; Roque Santa Cruz pour Blackburn Rovers et Marcus Bent pour Wigan Athletic lors du second ; Ayoze Pérez, Jamie Vardy pour Leicester City et, enfin, Erling Haaland et Phil Foden pour Manchester City Football Club dans la dernière rencontre.
Seuls six joueurs ont réussi à inscrire deux coups du chapeau lors de deux matches consécutifs : Les Ferdinand, Ian Wright, Didier Drogba, Wayne Rooney, Harry Kane et Erling Haaland. Thierry Henry a aussi réussi cet exploit lors de deux apparitions successives mais entrecoupées par une absence d'un mois.
Matthew Le Tissier, le 19 août 1995 et Wayne Rooney, le 10 septembre 2011 ont réussi des coups du chapeau avec uniquement des coups de pied arrêtés (penalty ou coup franc direct). Matthew Le Tissier est aussi le seul joueur à avoir inscrit à deux occasions un coup du chapeau qui n'aura pas permis à son équipe d'éviter la défaite. Dion Dublin, Roque Santa Cruz et Dwight Yorke ont connu la même mésaventure, mais à une seule occasion.
Duncan Ferguson et Salomón Rondón sont les deux seuls joueurs à avoir inscrit un triplé avec uniquement des buts marqués de la tête.
35 joueurs ont réussi à inscrire au moins un coup du chapeau parfait, à savoir un but du pied droit, un but du pied gauche et un but de la tête. Parmi eux, seuls deux joueurs l'ont accompli à plus d'une occasion : Robbie Fowler l'a réussi 3 fois avec Liverpool et Yakubu Aiyegbeni 2 fois (1 avec Blackburn Rovers et 1 avec Everton).
Sergio Agüero a inscrit le plus de fois trois buts (ou plus) lors du même match (12 fois), ce qui le place devant Alan Shearer (11 fois), Robbie Fowler (9 fois), Thierry Henry, Harry Kane et Michael Owen (8 fois).
Michael Owen est le plus jeune joueur à avoir inscrit trois buts (ou plus) lors du même match, avec Liverpool lors d'une victoire contre Sheffield Wednesday le 14 février 1998 à l'âge de 18 ans et 62 jours. A contrario, le joueur le plus âgé est Teddy Sheringham qui a inscrit un triplé à 37 ans et 146 jours, pour Portsmouth lors d'un match contre Bolton Wanderers le 26 août 2003.
5 joueurs ont réussi au moins un coup du chapeau avec trois clubs différents : Yakubu Aiyegbeni (Blackburn Rovers, Everton et Portsmouth), Nicolas Anelka (Arsenal, Chelsea et Manchester City), Kevin Campbell (Arsenal, Everton et Nottingham Forest), Les Ferdinand (Newcastle United, QPR et Tottenham Hotspur) et Teddy Sheringham (Manchester United, Portsmouth et Tottenham Hotspur).
Le Dubious Goals Committee (en), l'organisme qui, en dernière instance, entérine l'identité du buteur quand celle-ci peut prêter à confusion, a parfois invalidé des coups du chapeau initialement accordés. Cela a été le cas pour Egil Østenstad qui pensait avoir inscrit trois buts contre Manchester United en 1996 avant que l'un de ces trois buts ne soit finalement accordé à Denis Irwin en tant que but contre son camp. Il est arrivé la même mésaventure à Nicolas Anelka pour Manchester City contre Everton avec un but ensuite attribué en csc à Tomasz Radzinski et enfin à Javier Hernández de Manchester United contre Aston Villa avec un but attribué en csc à Ron Vlaar.

## Liste complète

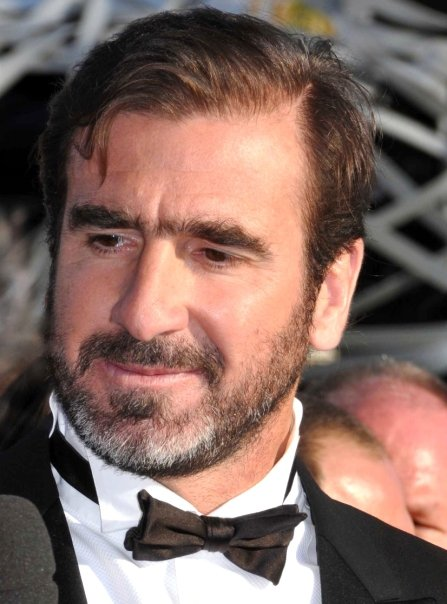
Éric Cantona a inscrit le premier coup du chapeau de la Premier League.

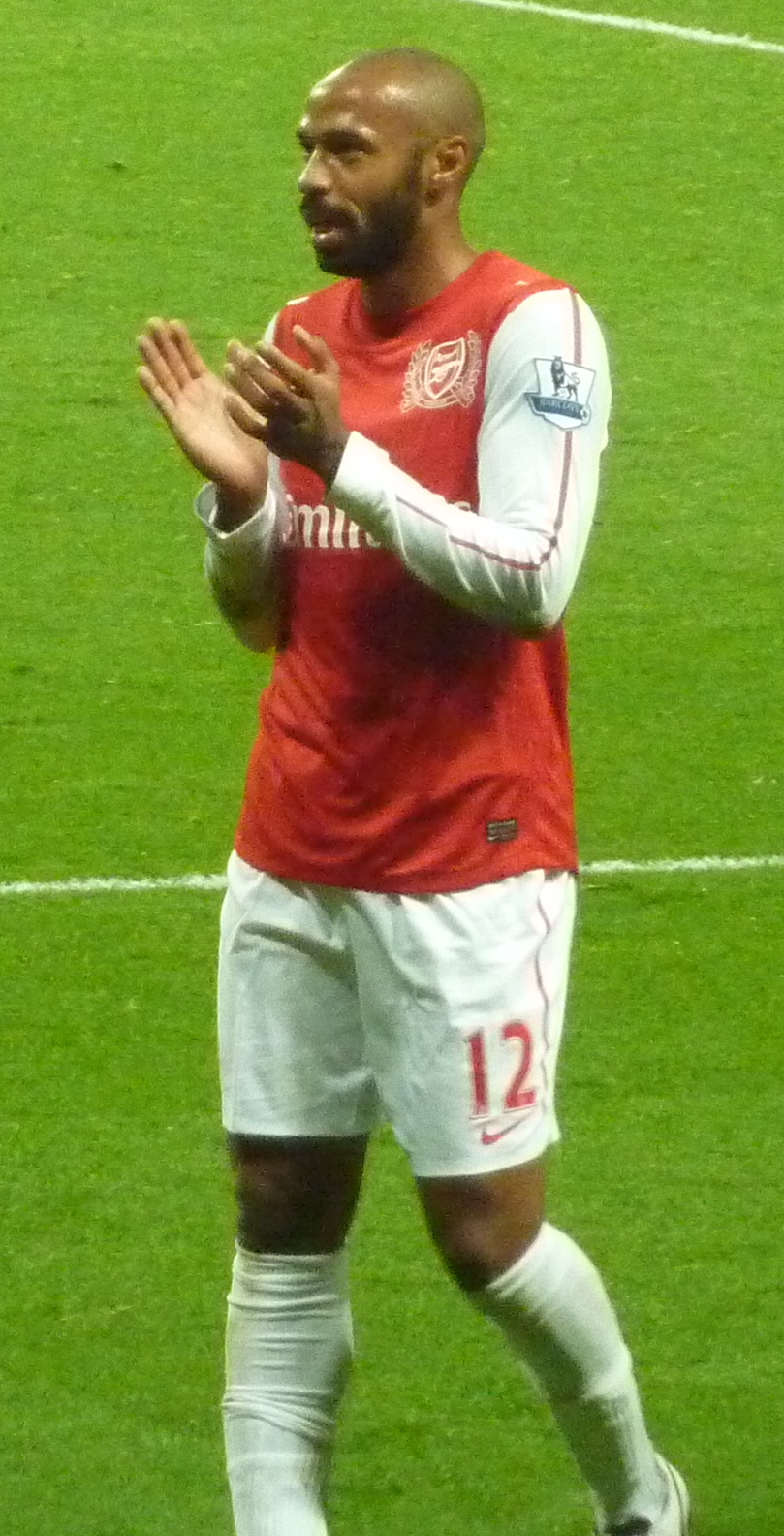
Thierry Henry a inscrit huit coups du chapeau pour Arsenal entre 2000 and 2007.

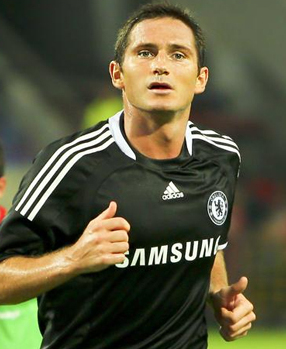
En 17 ans, Frank Lampard a inscrit trois coups du chapeau, ce qui est un record pour un milieu de terrain.

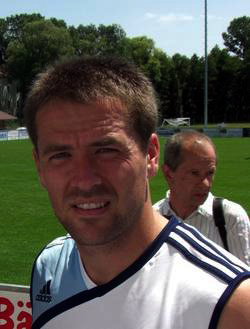
Michael Owen a inscrit huit coups du chapeau.

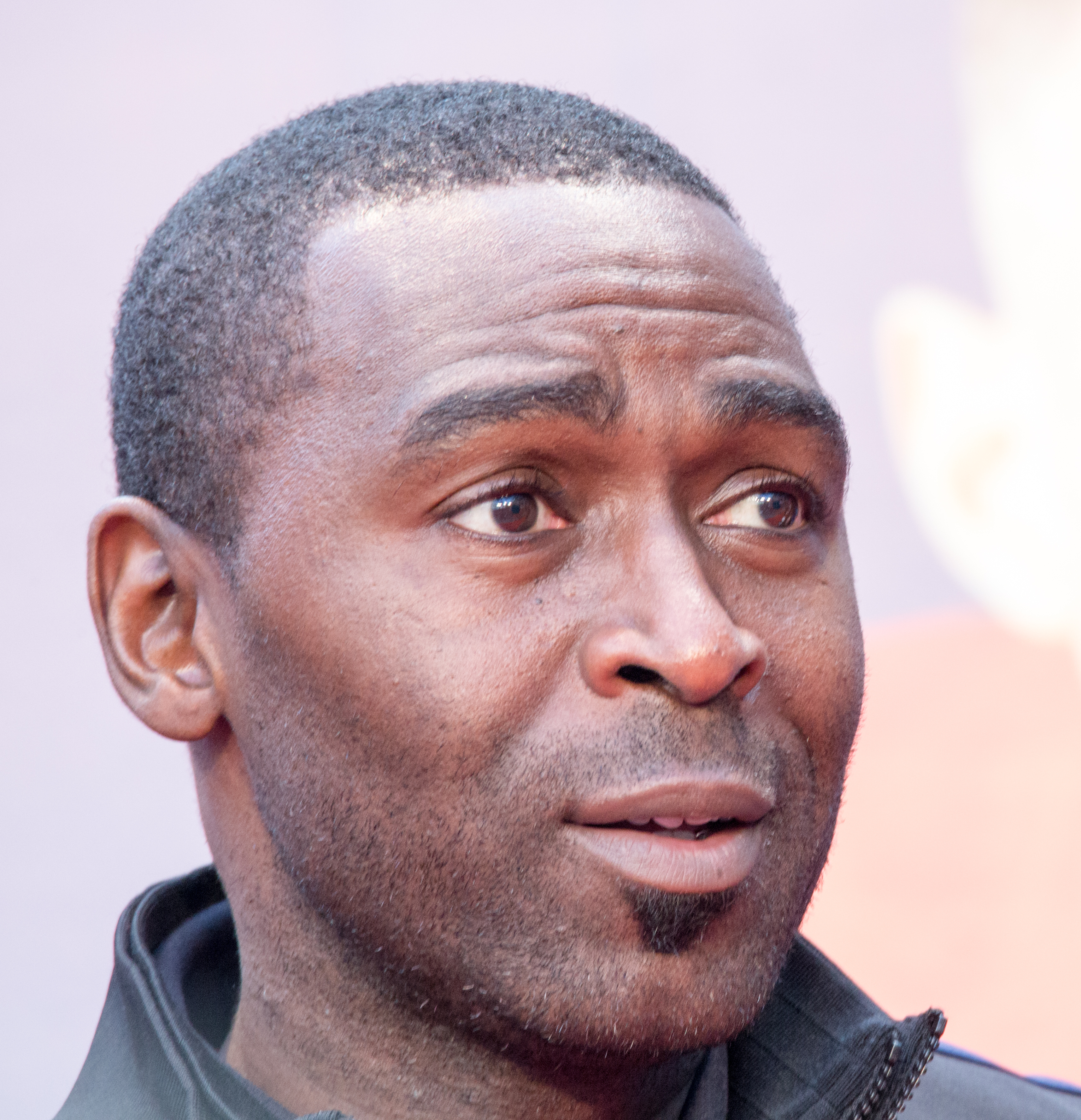
Andy Cole est le premier joueur à avoir inscrit 5 buts lors du même match de Premier League.

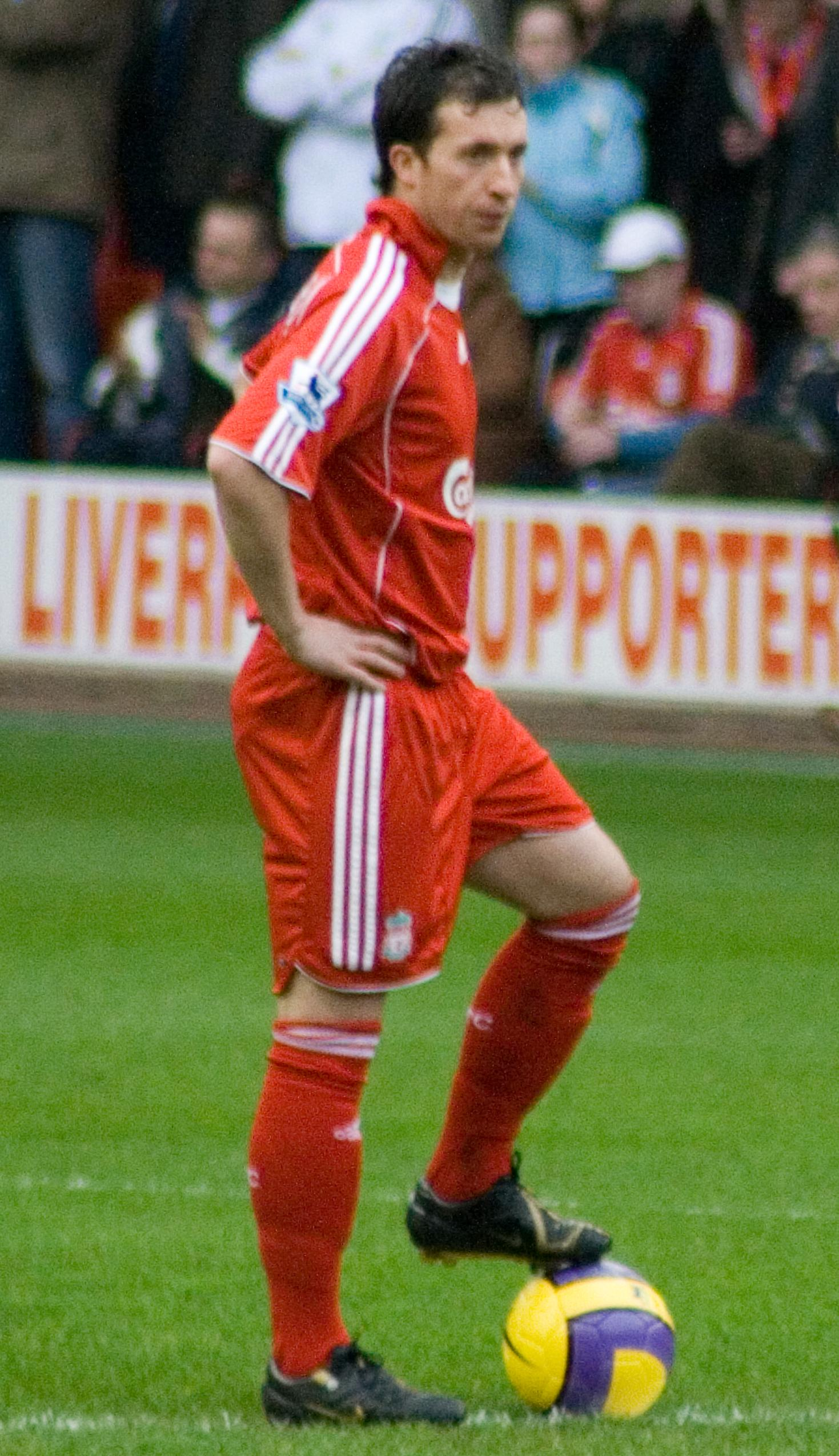
Robbie Fowler a inscrit neuf coups du chapeau, dont celui qui a été le plus rapide de l’histoire de la Premier League pendant 21 ans.

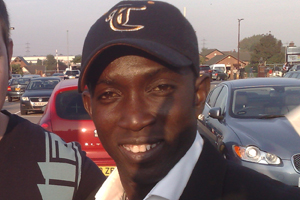
Dwight Yorke est le premier joueur originaire d’Amérique à inscrire un coup du chapeau en Premier League.

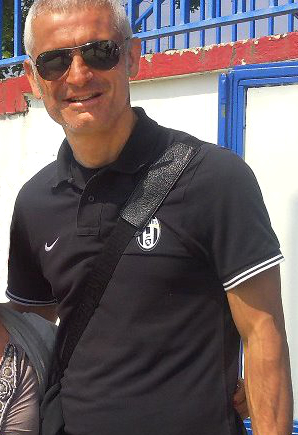
Fabrizio Ravanelli est le premier italien à inscrire un coup du chapeau en Premier League, en mars 1997.

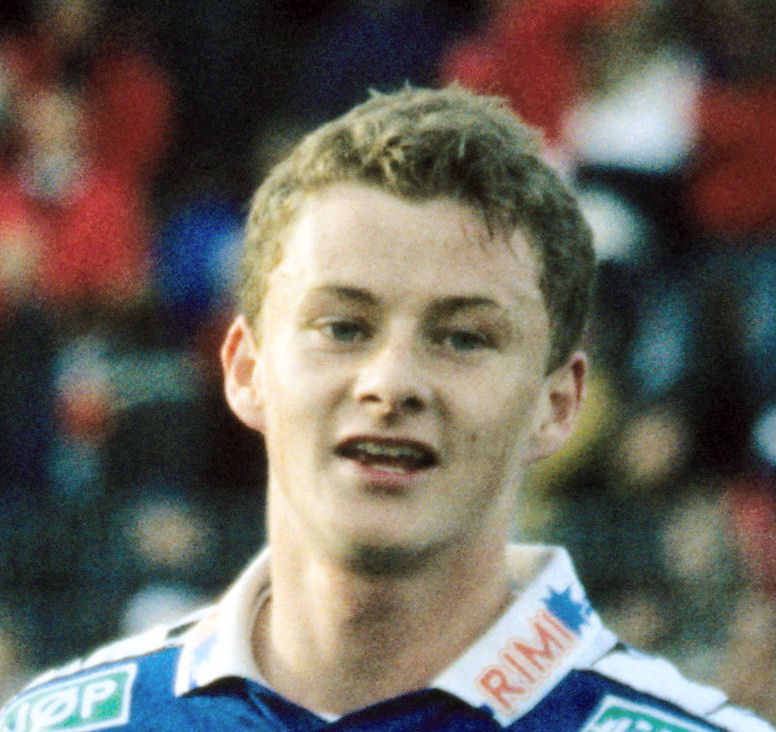
Ole Gunnar Solskjær a inscrit les quatre buts les plus rapides de l’histoire de la Premier League.

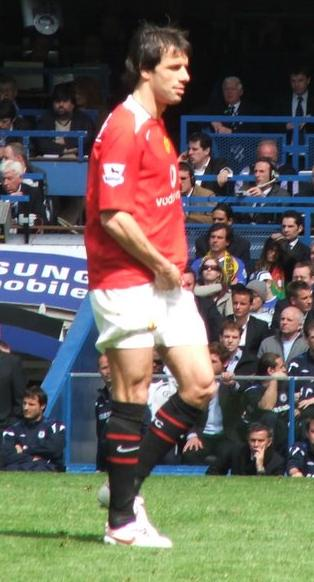
Ruud van Nistelrooy a inscrit cinq coups du chapeau pour Manchester United.

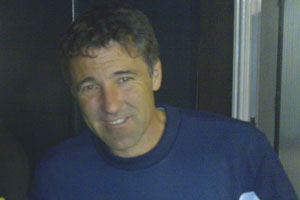
Dean Saunders est le premier gallois à inscrire un coup du chapeau en Premier League.

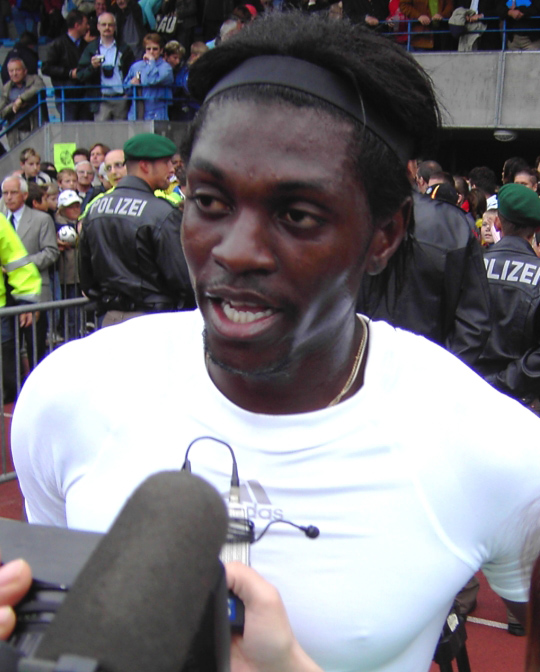
Emmanuel Adebayor a inscrit un coup du chapeau pour Arsenal dans les deux matches l’ayant opposé à Derby County en 2007–08, la première fois qu’une telle performance était réalisée.

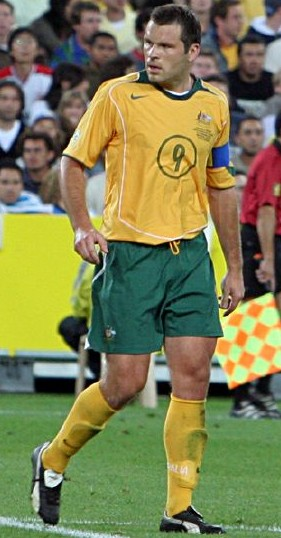
Mark Viduka est le premier joueur originaire d’Océanie à avoir inscrit un coup du chapeau en Premier League.

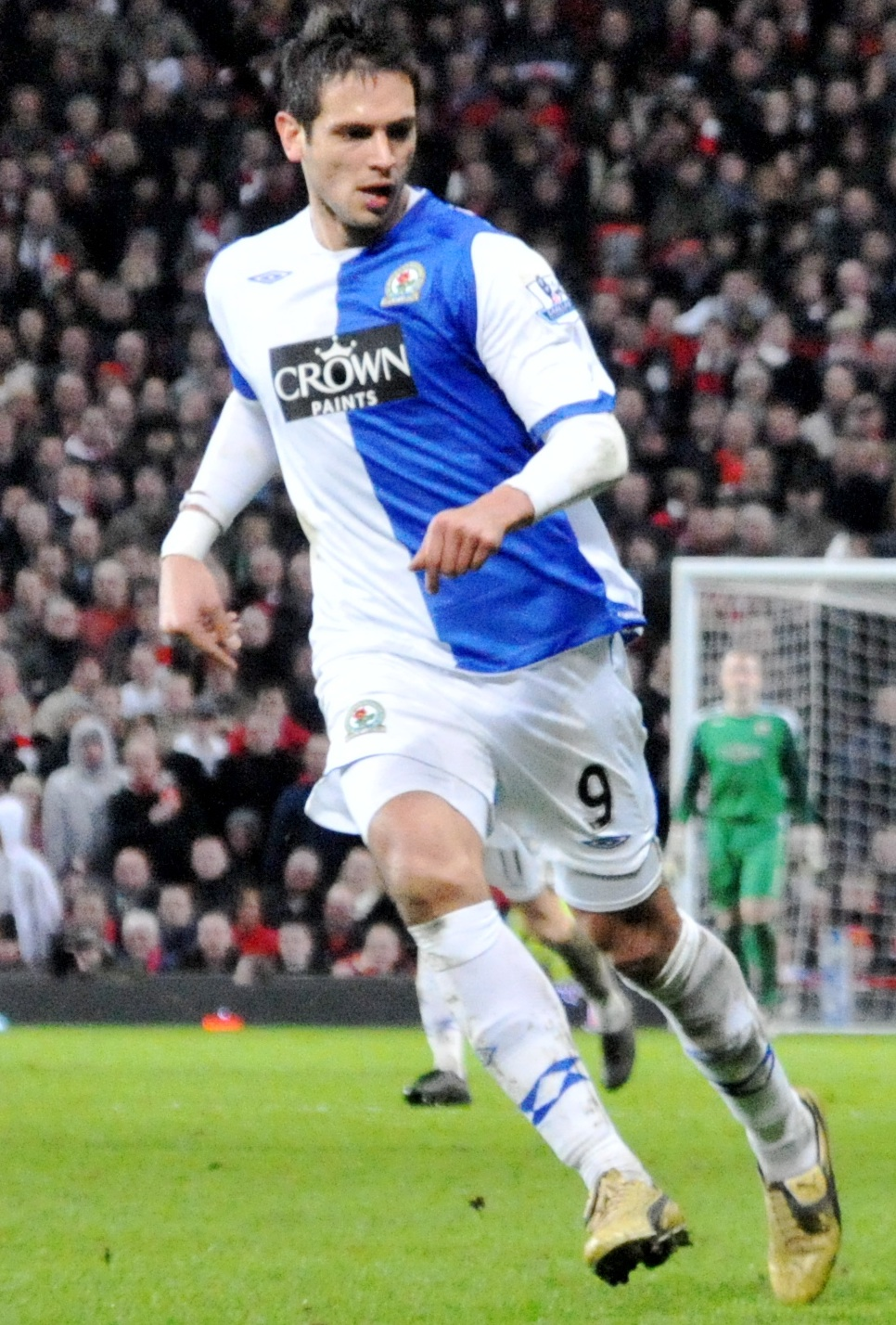
Roque Santa Cruz a la double particularité d'avoir, d'une part, inscrit un coup du chapeau pour Blackburn Rovers alors que son club connaissait une défaite 5–3 contre Wigan Athletic, et d'autre part, d'avoir inscrit ce triplé au cours d'un match pendant lequel un autre coup du chapeau est inscrit par Marcus Bent.

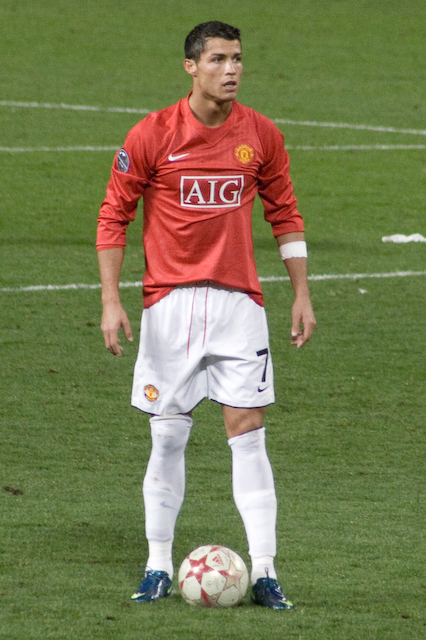
Il s'est déroulé 5173 jours soit 14 ans et 2 mois entre les 2 coups du chapeau inscrits par Cristiano Ronaldo pour Manchester United.

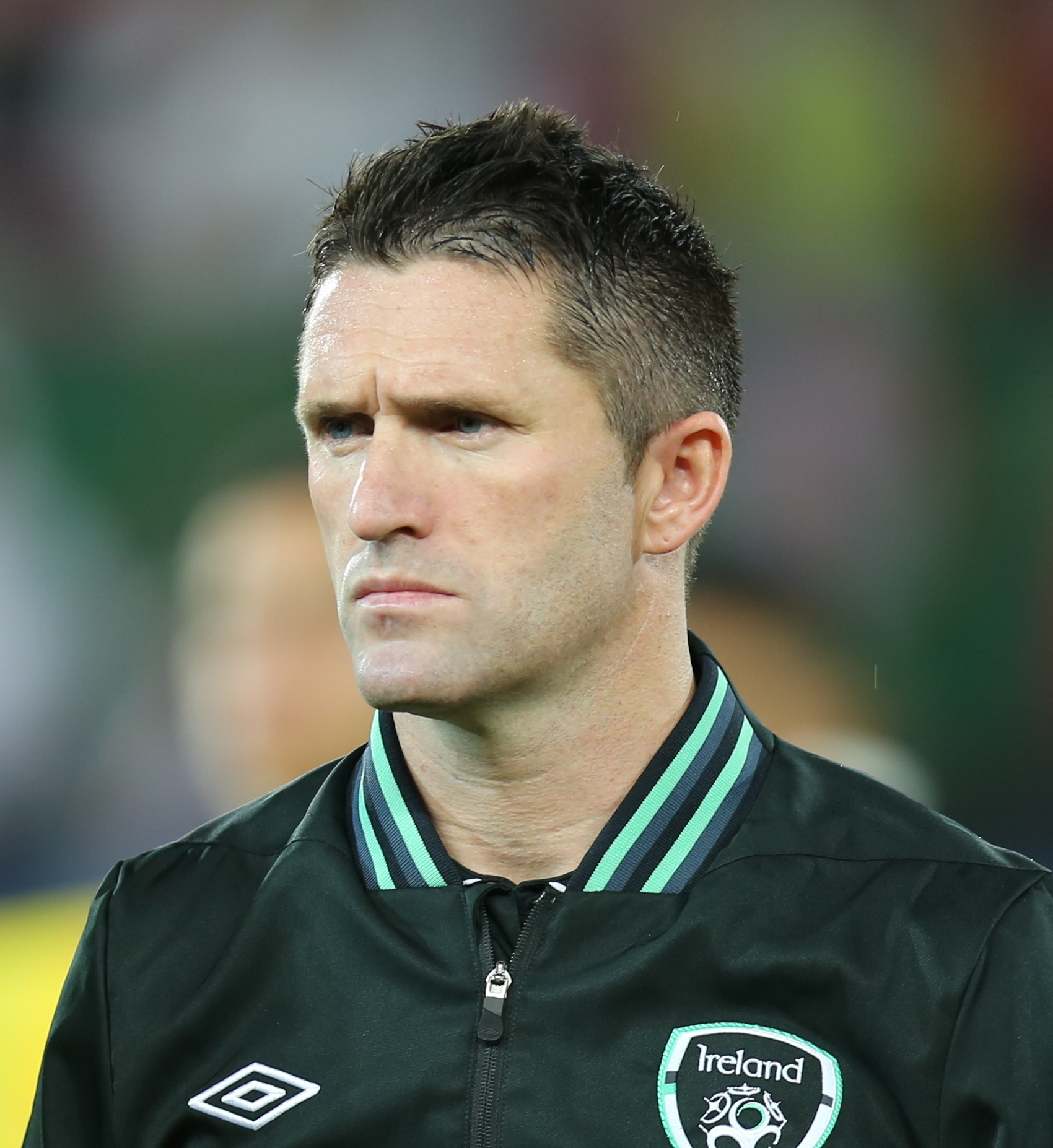
Robbie Keane est le premier irlandais à réaliser un coup du chapeau en Premier League.

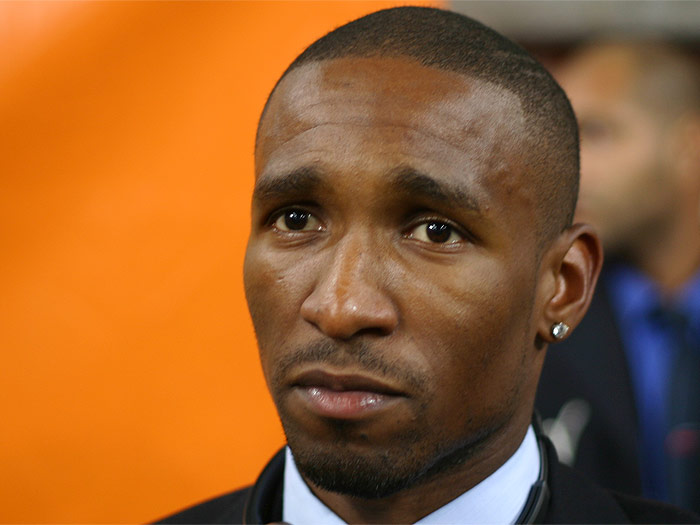
Jermain Defoe a inscrit 5 buts contre Wigan pour Tottenham Hotspur's lors d’une victoire 9–1.

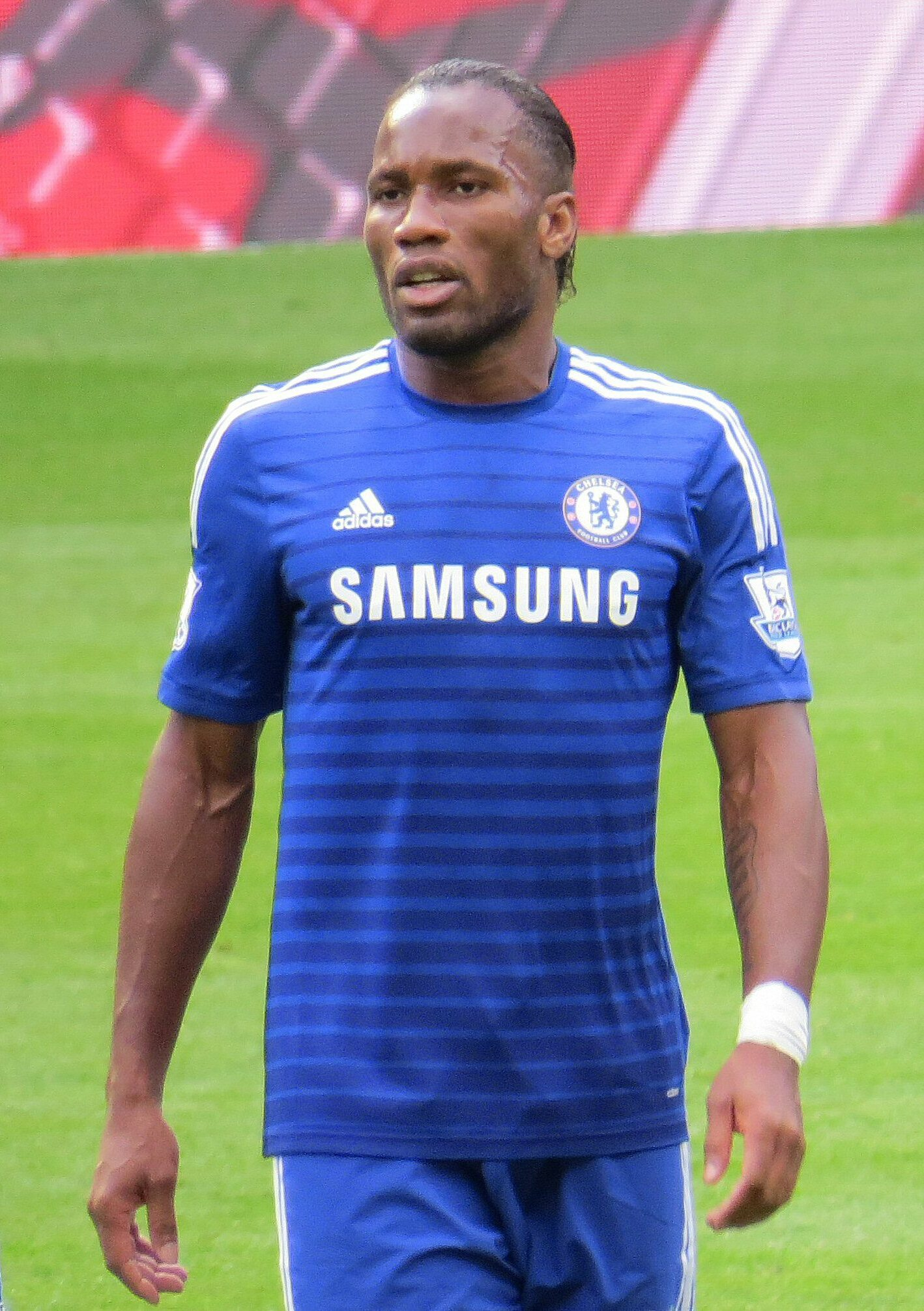
Didier Drogba a réussi à inscrire des coups du chapeau lors de deux matches consécutifs de Premier League.

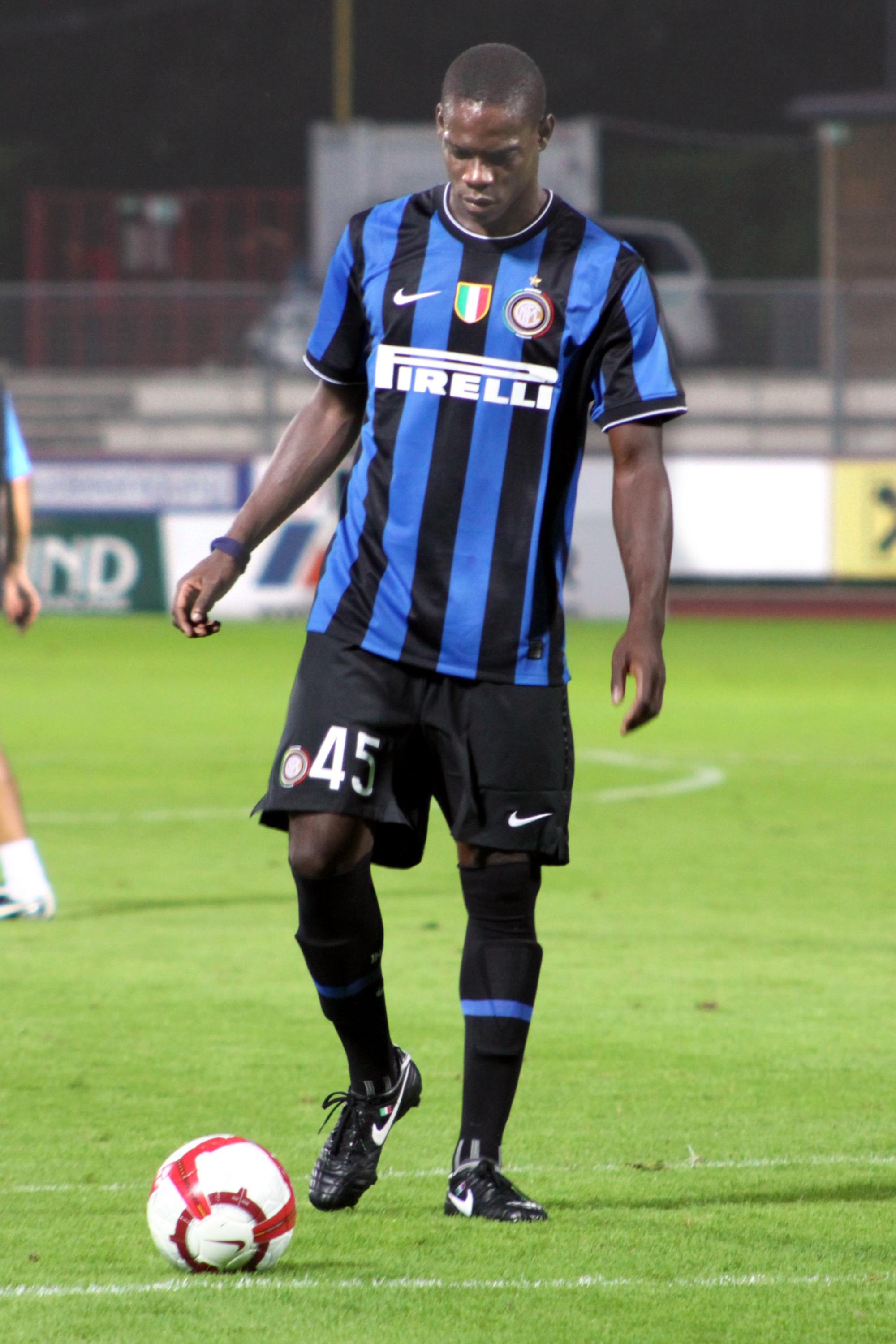
Mario Balotelli a inscrit un coup du chapeau dont deux penalties pour Manchester City contre Aston Villa.

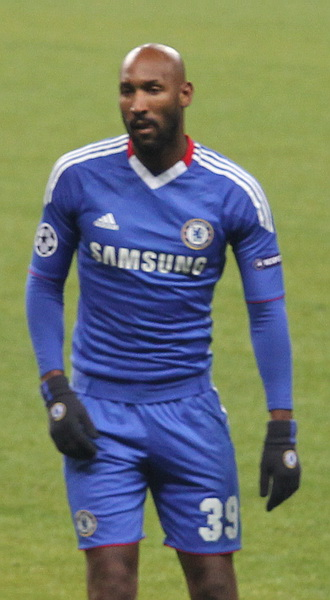
Nicolas Anelka a inscrit des coups du chapeau pour trois clubs différents.

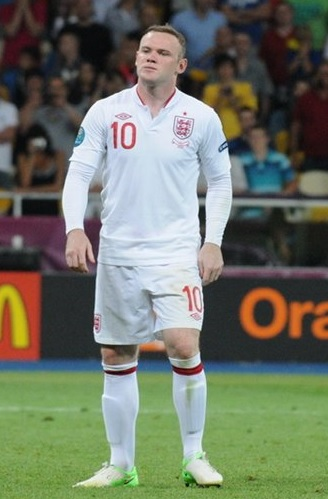
Wayne Rooney a inscrit plusieurs coups du chapeau, dont un constitué uniquement de coups de pied arrêtés, en septembre 2011.

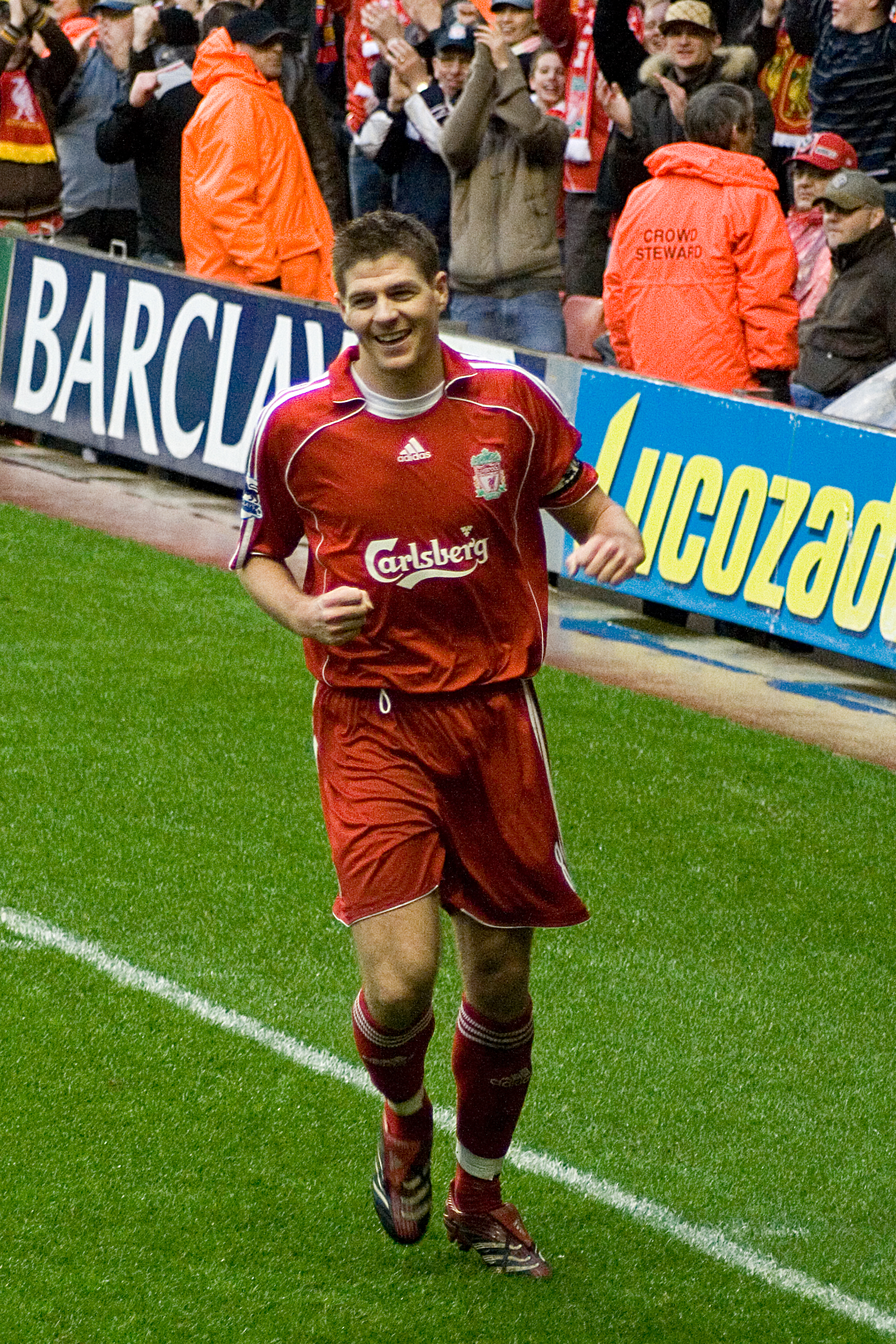
Steven Gerrard est devenu le premier joueur à inscrire un coup du chapeau lors du derby du Merseyside en mars 2012.

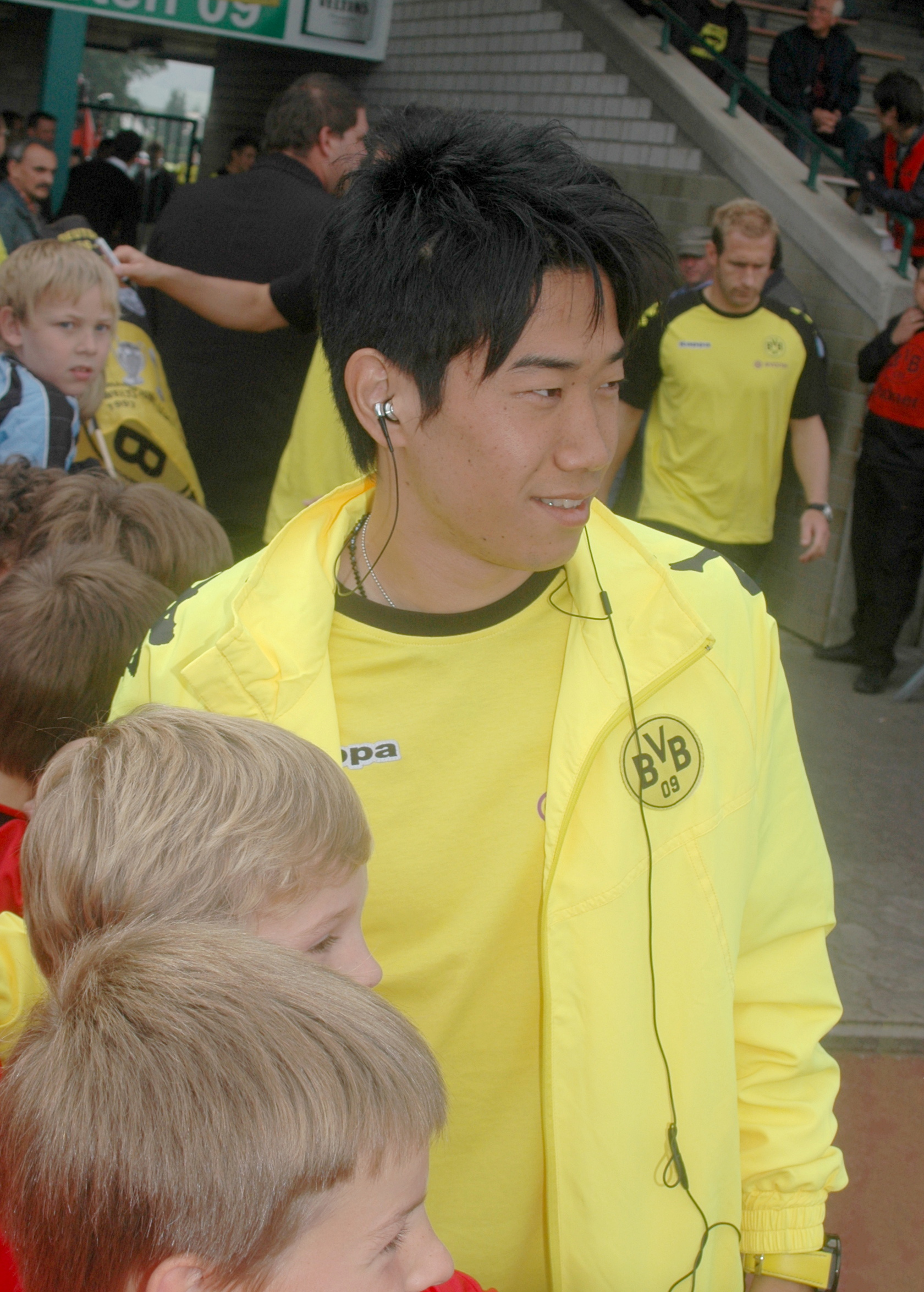
Shinji Kagawa est devenu le premier joueur asiatique à réaliser un coup du chapeau en mars 2013.

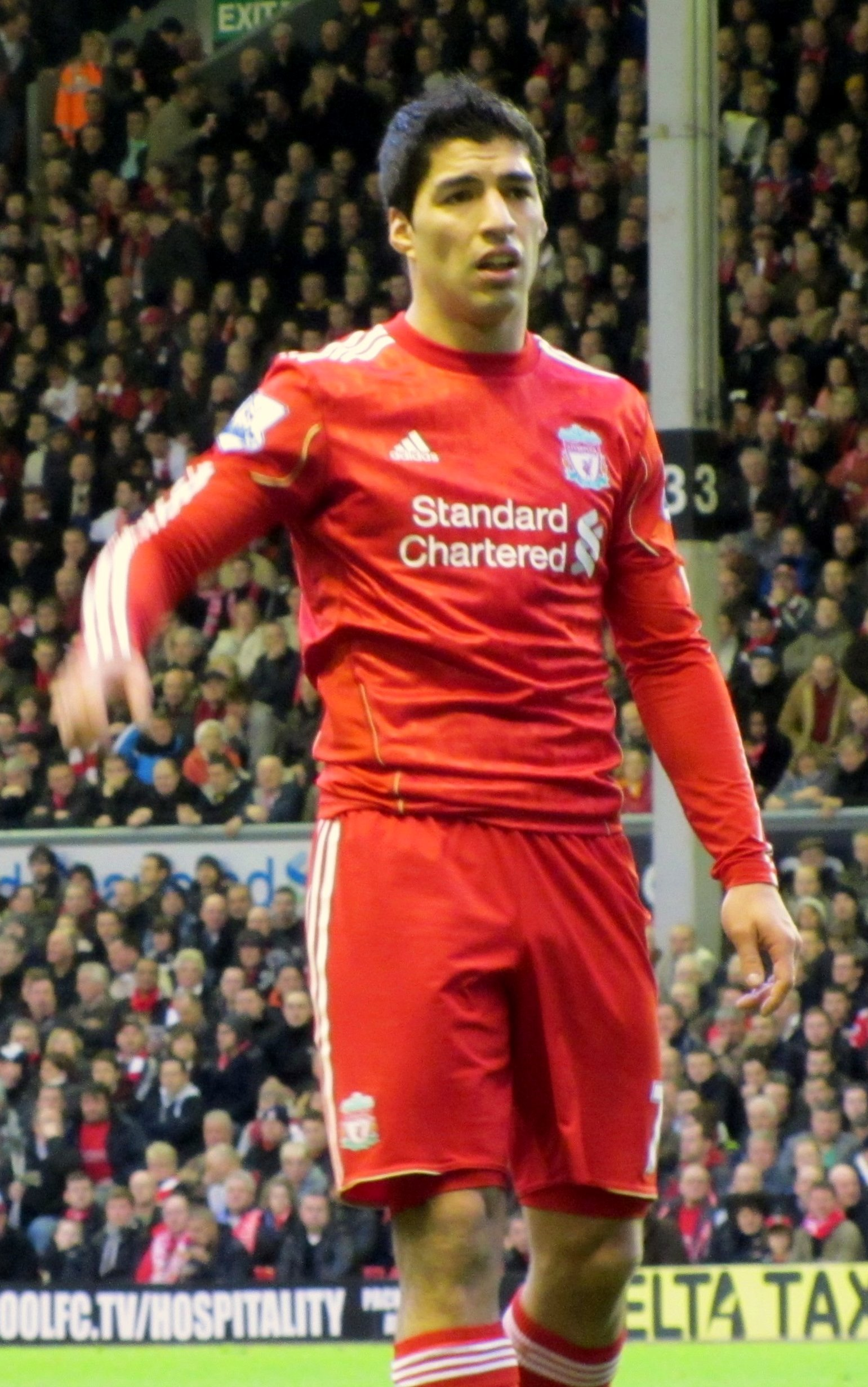
Luis Suárez est devenu le premier joueur à réaliser un coup du chapeau à trois occasions contre la même équipe (Norwich City) en décembre 2013.

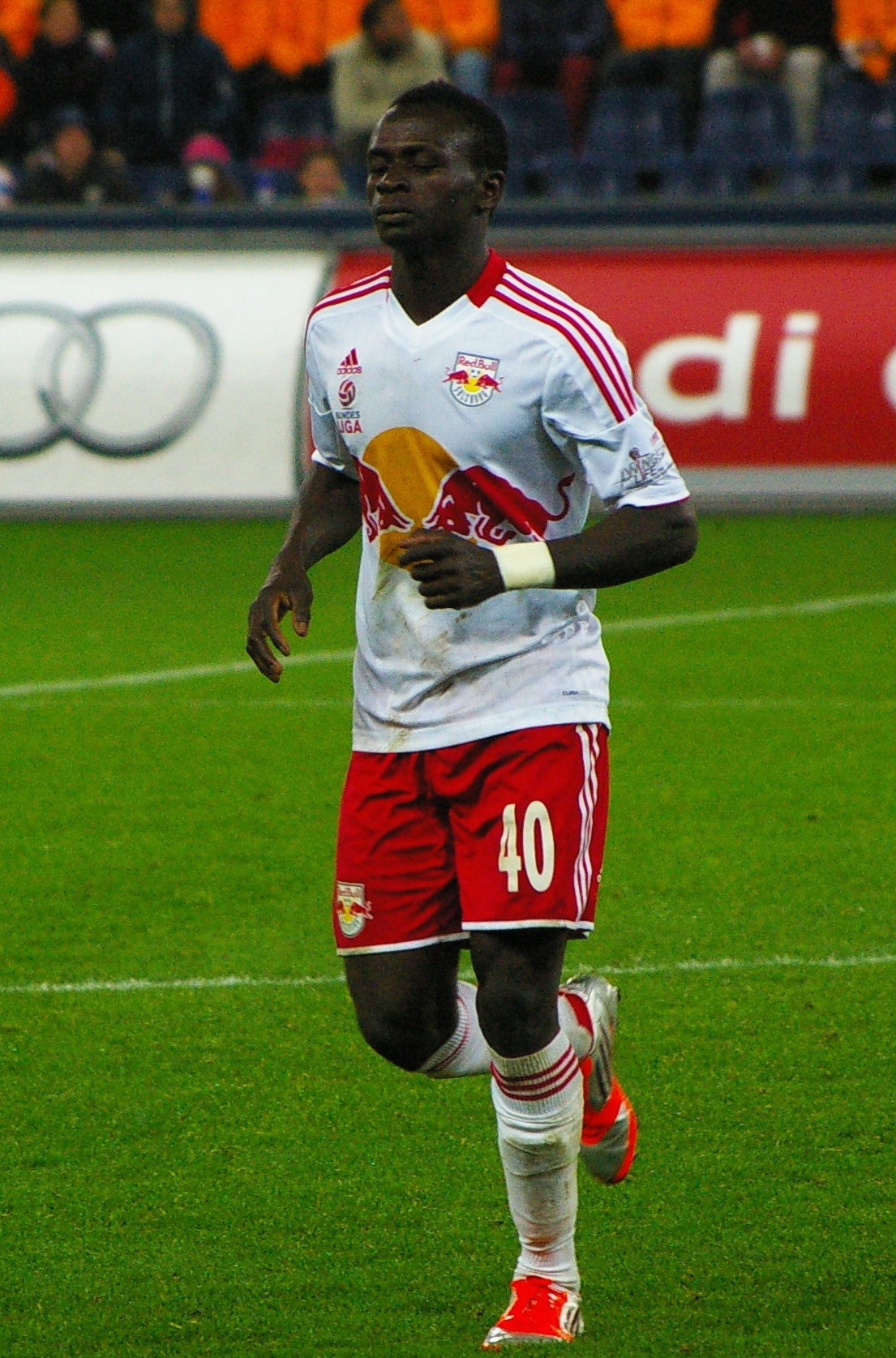
Sadio Mané a inscrit le coup du chapeau le plus rapide, en 2 minutes et 56 secondes, pour Southampton en mai 2015.

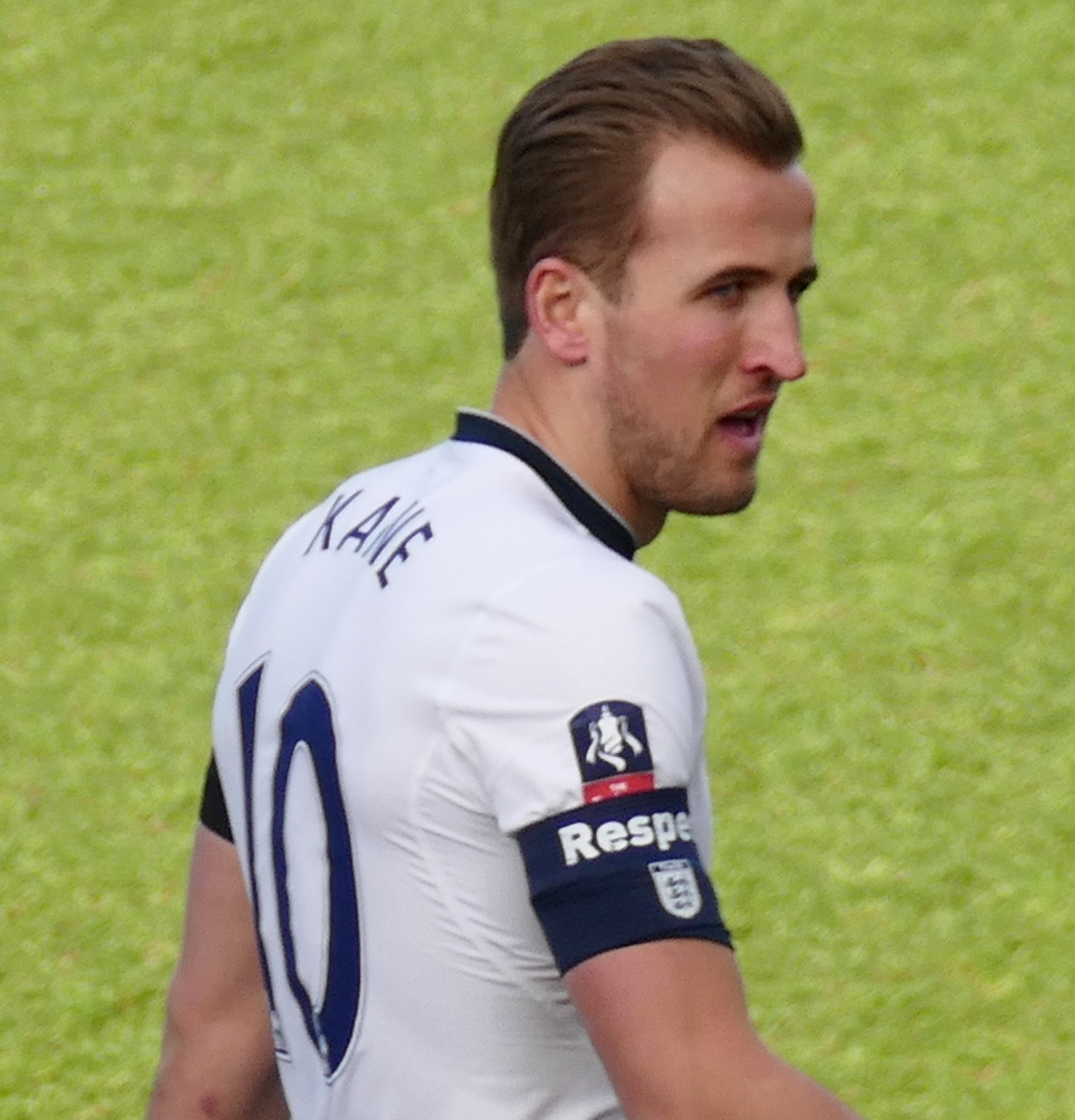
Harry Kane fait partie des triples buteurs les plus prolifiques, avec 8 triplés inscrits.

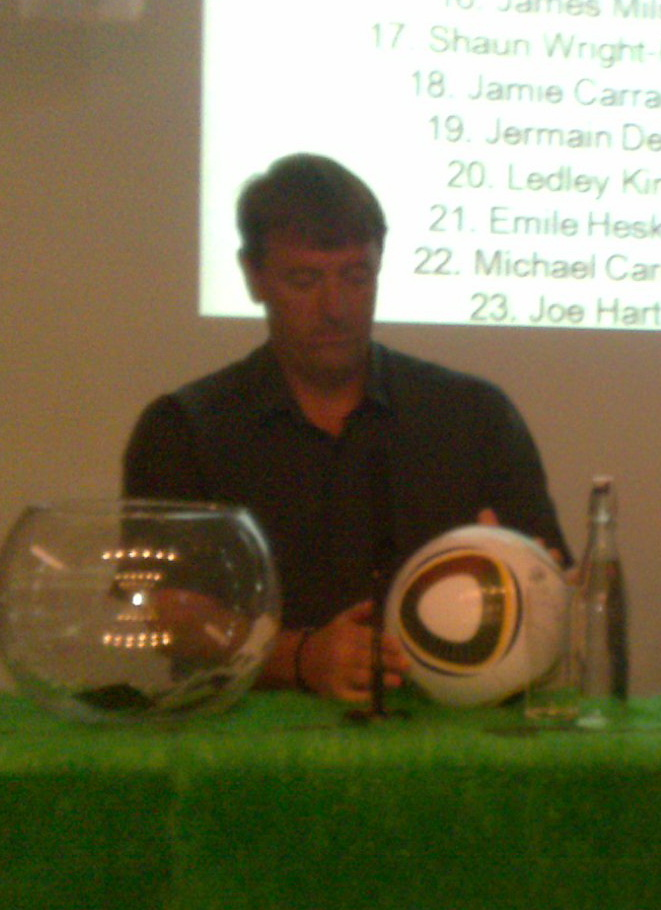
Matthew Le Tissier a la double particularité d'avoir, d'une part, inscrit un triplé uniquement avec des coups de pied arrêtés (penalty ou coup franc direct) et, d'autre part, d'avoir à deux occasions, inscrit un triplé qui n'aura pas permis à son équipe d'éviter la défaite.

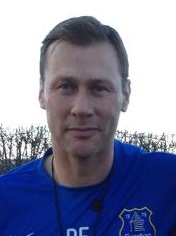
Duncan Ferguson est le premier (et l'un des deux seuls) joueur à avoir inscrit un triplé uniquement avec des buts de la tête.

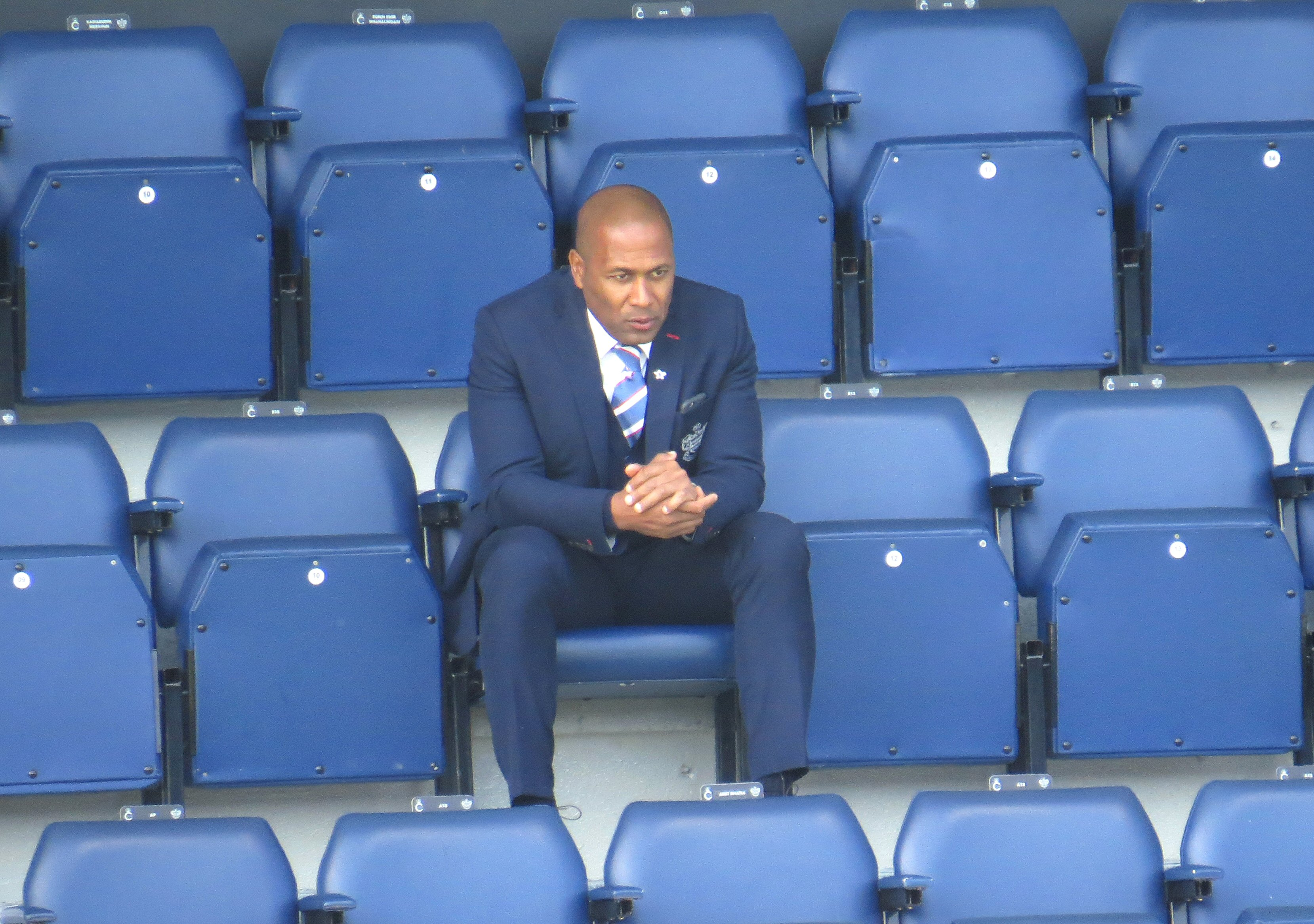
Les Ferdinand est le premier joueur à avoir inscrit un triplé pour une équipe jouant à l'extérieur.

Chris Wood est le premier néo-zélandais à avoir inscrit un triplé.

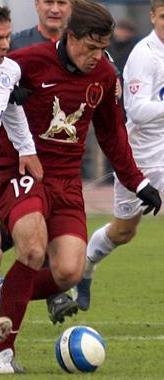
Savo Milošević, devenu serbe depuis, est le premier (et restera le seul) joueur de nationalité yougoslave à avoir inscrit un triplé.

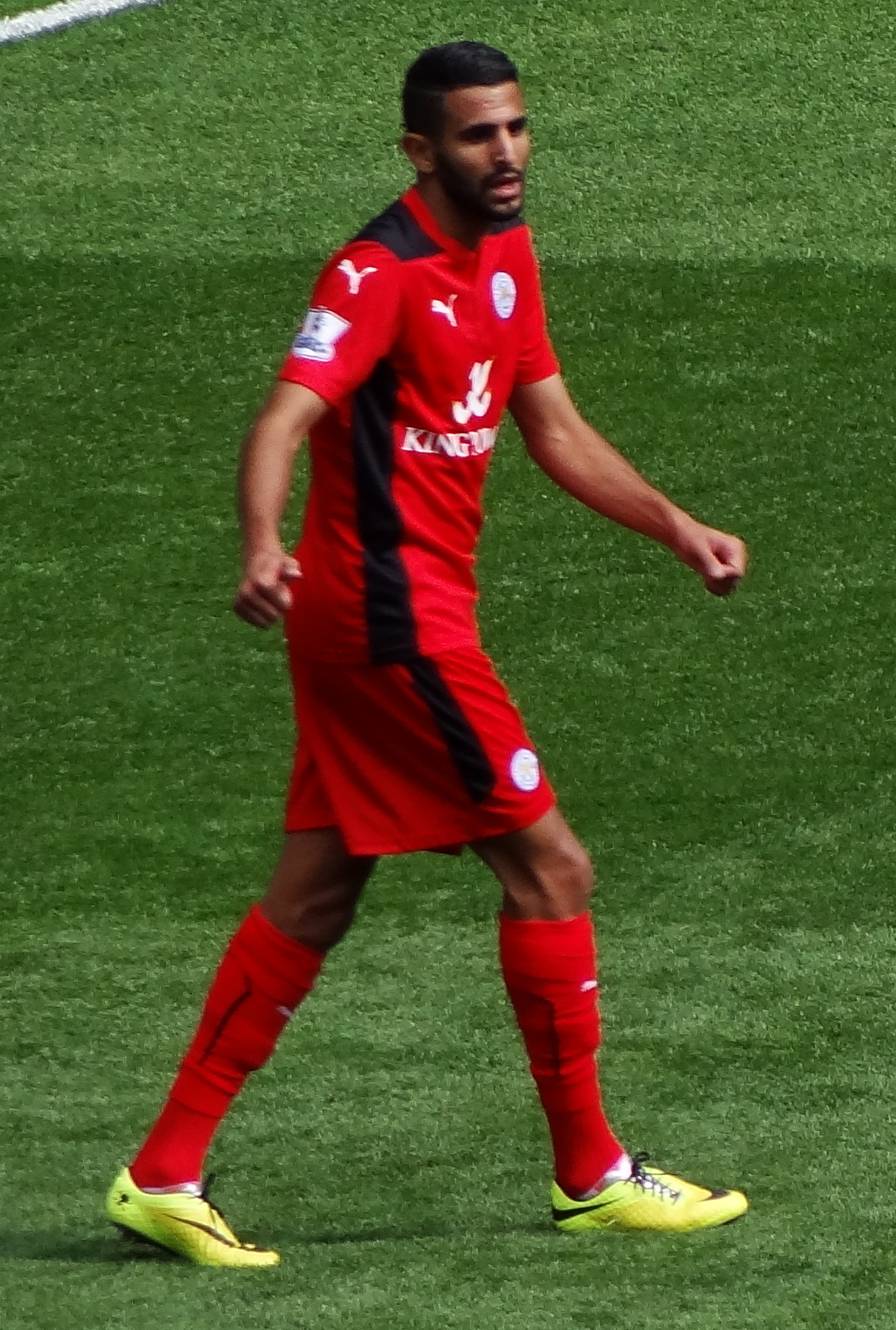
Riyad Mahrez est le premier joueur originaire du monde arabe à avoir inscrit un triplé.

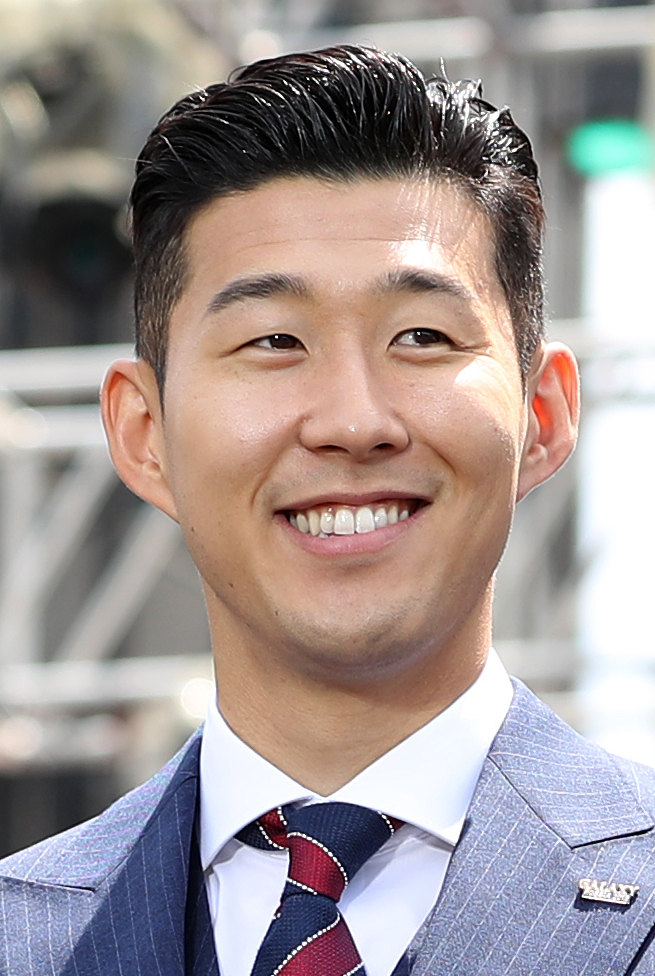
Son Heung-min est le premier joueur asiatique à avoir inscrit 4 buts dans le même match.

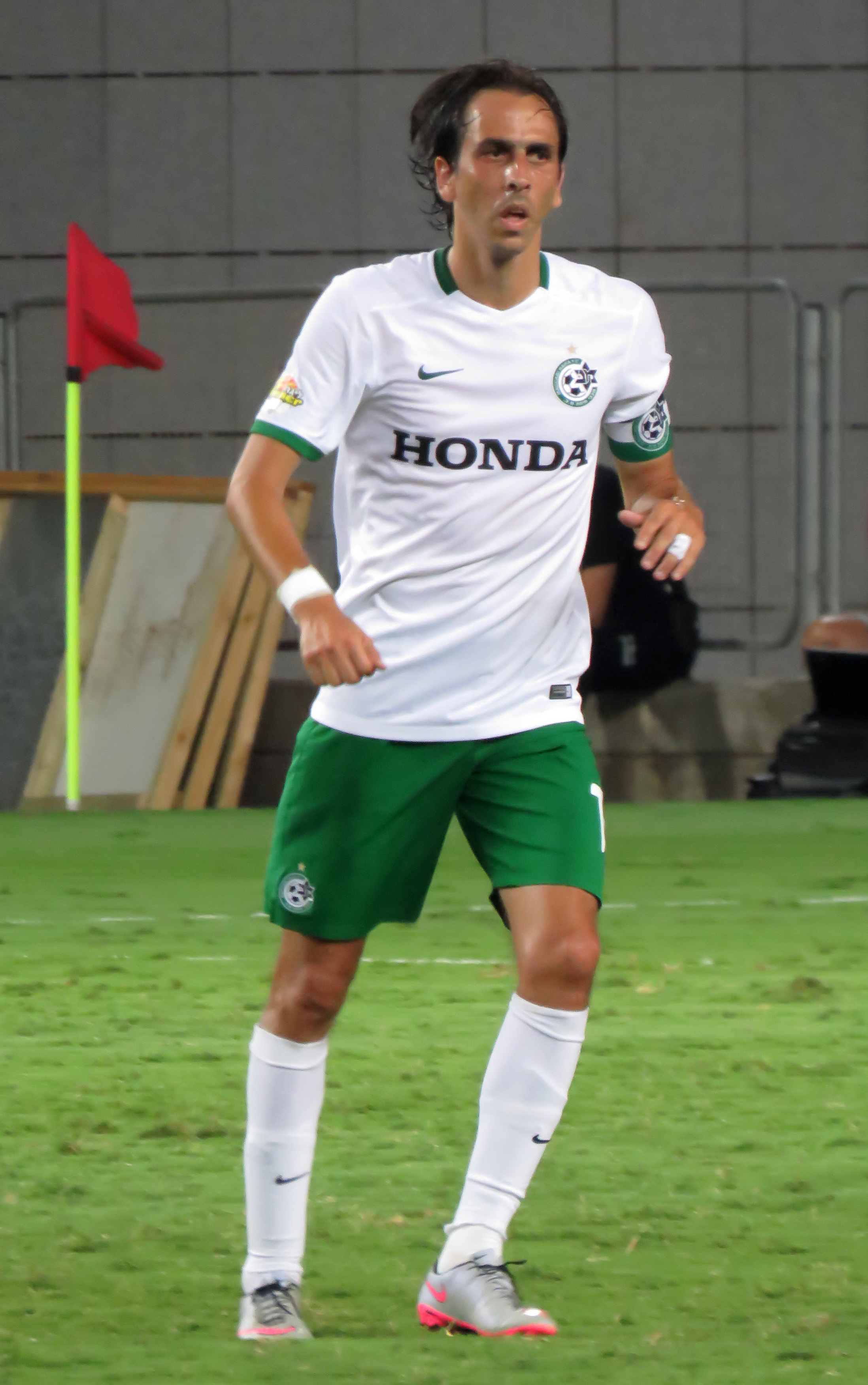
Yossi Benayoun est premier joueur israëlien à avoir inscrit un triplé.

| Symboles | Symboles                                                                                 |
| -------- | ---------------------------------------------------------------------------------------- |
| 4        | 4 buts inscrits                                                                          |
| 5        | 5 buts inscrits                                                                          |
| remp     | Coup du chapeau réalisé en tant que remplaçant                                           |
| N, D     | Coup du chapeau réalisé pour l'équipe non victorieuse (N = match nul, D = défaite)       |
| P        | Coup du chapeau parfait (un but du pied droit, un but du pied gauche, un but de la tête) |
| *        | Équipe à domicile                                                                        |

Note: Le score est donné avec l’équipe à domicile en premier 
| Joueur                      | Nationalité                               | Pour                     | Contre                   | Score | Date              | Réf     |
| --------------------------- | ----------------------------------------- | ------------------------ | ------------------------ | ----- | ----------------- | ------- |
| Éric Cantona                | France                                    | Leeds United*            | Tottenham Hotspur        | 5–0   | 25 août 1992      | [ 1 ]   |
| Mark RobinsP                | Angleterre                                | Norwich City*            | Oldham Athletic          | 3–2   | 9 novembre 1992   | [ 2 ]   |
| John Hendrie                | Écosse                                    | Middlesbrough*           | Blackburn Rovers         | 3–2   | 5 décembre 1992   | [ 3 ]   |
| Andy Sinton                 | Angleterre                                | Queens Park Rangers*     | Everton                  | 4–2   | 28 décembre 1992  | [ 4 ]   |
| Brian Deane                 | Angleterre                                | Sheffield United*        | Ipswich Town             | 3–0   | 16 janvier 1993   | [ 5 ]   |
| Teddy Sheringham            | Angleterre                                | Tottenham Hotspur*       | Leeds United             | 4–0   | 20 février 1993   | [ 6 ]   |
| Gordon Strachan             | Écosse                                    | Leeds United*            | Blackburn Rovers         | 5–2   | 10 avril 1993     | [ 7 ]   |
| Les Ferdinand               | Angleterre                                | Queens Park Rangers*     | Nottingham Forest        | 4–3   | 10 avril 1993     | [ 8 ]   |
| Chris Bart-Williams         | Angleterre                                | Sheffield Wednesday*     | Southampton              | 5–2   | 12 avril 1993     | [ 9 ]   |
| Les Ferdinand               | Angleterre                                | Queens Park Rangers      | Everton*                 | 3–5   | 12 avril 1993     | [ 10 ]  |
| Chris Sutton                | Angleterre                                | Norwich City*            | Leeds United             | 4–2   | 14 avril 1993     | [ 11 ]  |
| Mark Walters                | Angleterre                                | Liverpool*               | Coventry City            | 4–0   | 17 avril 1993     | [ 12 ]  |
| Rod WallaceN                | Angleterre                                | Leeds United             | Coventry City*           | 3–3   | 8 mai 1993        | [ 13 ]  |
| Matthew Le TissierD         | Angleterre                                | Southampton              | Oldham Athletic*         | 4–3   | 8 mai 1993        | [ 14 ]  |
| Micky Quinn                 | Angleterre                                | Coventry City            | Arsenal*                 | 0–3   | 14 août 1993      | [ 15 ]  |
| Tony Cottee                 | Angleterre                                | Everton*                 | Sheffield United         | 4–2   | 21 août 1993      | [ 16 ]  |
| Kevin Campbell              | Angleterre                                | Arsenal*                 | Ipswich Town             | 4–0   | 11 septembre 1993 | [ 17 ]  |
| Efan Ekoku4P                | Nigeria                                   | Norwich City             | Everton*                 | 1–5   | 25 septembre 1993 | [ 18 ]  |
| Alan ShearerN               | Angleterre                                | Blackburn Rovers         | Leeds United*            | 3–3   | 23 octobre 1993   | [ 19 ]  |
| Peter Beardsley             | Angleterre                                | Newcastle United*        | Wimbledon                | 4–0   | 30 octobre 1993   | [ 20 ]  |
| Robbie FowlerP              | Angleterre                                | Liverpool*               | Southampton              | 4–2   | 30 octobre 1993   | [ 21 ]  |
| Bradley Allen               | Angleterre                                | Queens Park Rangers      | Everton*                 | 0–3   | 20 novembre 1993  | [ 22 ]  |
| Andy Cole                   | Angleterre Jamaïque                       | Newcastle United*        | Liverpool                | 3–0   | 21 novembre 1993  | [ 23 ]  |
| Kevin Campbell              | Angleterre                                | Arsenal*                 | Swindon Town             | 4–0   | 27 décembre 1993  | [ 24 ]  |
| Tony Cottee                 | Angleterre                                | Everton*                 | Swindon Town             | 6–0   | 15 janvier 1994   | [ 25 ]  |
| Jan Age Fjortoft            | Norvège                                   | Swindon Town*            | Coventry City            | 3–1   | 5 février 1994    | [ 26 ]  |
| Dean Saunders               | Pays de Galles                            | Aston Villa*             | Swindon Town             | 5–0   | 12 février 1994   | [ 27 ]  |
| Matthew Le Tissier          | Angleterre                                | Southampton*             | Liverpool                | 4–2   | 14 février 1994   | [ 28 ]  |
| Andy Cole                   | Angleterre Jamaïque                       | Newcastle United*        | Coventry City            | 4–0   | 23 février 1994   | [ 29 ]  |
| Ian Wright                  | Angleterre                                | Arsenal                  | Ipswich Town*            | 1–5   | 5 mars 1994       | [ 30 ]  |
| Ian Wright                  | Angleterre                                | Arsenal                  | Southampton*             | 0–4   | 19 mars 1994      | [ 31 ]  |
| Matthew Le TissierP         | Angleterre                                | Southampton              | Norwich City*            | 4–5   | 9 avril 1994      | [ 32 ]  |
| Dean Holdsworth             | Angleterre                                | Wimbledon*               | Oldham Athletic          | 3–0   | 26 avril 1994     | [ 33 ]  |
| Chris SuttonP               | Angleterre                                | Blackburn Rovers*        | Coventry City            | 4–0   | 27 août 1994      | [ 34 ]  |
| Robbie Fowler               | Angleterre                                | Liverpool*               | Arsenal                  | 4–3   | 28 août 1994      | [ 35 ]  |
| Andrei Kanchelskis          | Russie                                    | Manchester United*       | Manchester City          | 5–0   | 10 novembre 1994  | [ 36 ]  |
| Alan Shearer                | Angleterre                                | Blackburn Rovers*        | Queens Park Rangers      | 4–0   | 26 novembre 1994  | [ 37 ]  |
| Teddy Sheringham            | Angleterre                                | Tottenham Hotspur*       | Newcastle United         | 4–2   | 3 décembre 1994   | [ 38 ]  |
| Tony Cottee                 | Angleterre                                | West Ham United*         | Manchester City          | 3–0   | 17 décembre 1994  | [ 39 ]  |
| Alan Shearer                | Angleterre                                | Blackburn Rovers*        | West Ham United          | 4–2   | 2 janvier 1995    | [ 40 ]  |
| Alan Shearer                | Angleterre                                | Blackburn Rovers*        | Ipswich Town             | 4–1   | 28 janvier 1995   | [ 41 ]  |
| Tommy JohnsonP              | Angleterre                                | Aston Villa*             | Wimbledon                | 7–1   | 11 février 1995   | [ 42 ]  |
| Andy Cole5P                 | Angleterre Jamaïque                       | Manchester United*       | Ipswich Town             | 9–0   | 4 mars 1995       | [ 43 ]  |
| Peter Ndlovu                | Zimbabwe                                  | Coventry City            | Liverpool*               | 2–3   | 14 mars 1995      | [ 44 ]  |
| Tony Yeboah                 | Ghana                                     | Leeds United*            | Ipswich Town             | 4–0   | 5 avril 1995      | [ 45 ]  |
| Ian Wright                  | Angleterre                                | Arsenal*                 | Ipswich Town             | 4–1   | 15 avril 1995     | [ 46 ]  |
| Matthew Le TissierD         | Angleterre                                | Southampton*             | Nottingham Forest        | 3–4   | 19 août 1995      | [ 47 ]  |
| Robbie Fowler4              | Angleterre                                | Liverpool*               | Bolton Wanderers         | 5–2   | 23 septembre 1995 | [ 48 ]  |
| Alan Shearer                | Angleterre                                | Blackburn Rovers*        | Coventry City            | 5–1   | 23 septembre 1995 | [ 49 ]  |
| Tony Yeboah                 | Ghana                                     | Leeds United             | Wimbledon*               | 2–4   | 23 septembre 1995 | [ 50 ]  |
| Les Ferdinand               | Angleterre                                | Newcastle United*        | Wimbledon                | 6–1   | 21 octobre 1995   | [ 51 ]  |
| Gary McAllister             | Écosse                                    | Leeds United*            | Coventry City            | 3–1   | 28 octobre 1995   | [ 52 ]  |
| Alan Shearer                | Angleterre                                | Blackburn Rovers*        | Nottingham Forest        | 7–0   | 18 novembre 1995  | [ 53 ]  |
| Alan Shearer                | Angleterre                                | Blackburn Rovers*        | West Ham United          | 4–2   | 2 décembre 1995   | [ 54 ]  |
| Dion DublinD                | Angleterre                                | Coventry City            | Sheffield Wednesday*     | 4–3   | 4 décembre 1995   | [ 55 ]  |
| Savo Milošević              | Serbie-et-Monténégro Bosnie-Herzégovine   | Aston Villa*             | Coventry City            | 4–1   | 16 décembre 1995  | [ 56 ]  |
| Robbie FowlerP              | Angleterre                                | Liverpool*               | Arsenal                  | 3–1   | 23 décembre 1995  | [ 57 ]  |
| Alan Shearer                | Angleterre                                | Blackburn Rovers*        | Bolton Wanderers         | 3–1   | 3 février 1996    | [ 58 ]  |
| Gavin Peacock               | Angleterre                                | Chelsea*                 | Middlesbrough            | 5–0   | 4 février 1996    | [ 59 ]  |
| Alan Shearer                | Angleterre                                | Blackburn Rovers         | Tottenham Hotspur*       | 2–3   | 16 mars 1996      | [ 60 ]  |
| Mark Hughes                 | Pays de Galles                            | Chelsea*                 | Leeds United             | 4–1   | 13 avril 1996     | [ 61 ]  |
| Andrei Kanchelskis          | Russie                                    | Everton                  | Sheffield Wednesday*     | 2–5   | 27 avril 1996     | [ 62 ]  |
| Kevin Campbell              | Angleterre                                | Nottingham Forest        | Coventry City*           | 0–3   | 17 août 1996      | [ 63 ]  |
| Fabrizio RavanelliN         | Italie                                    | Middlesbrough*           | Liverpool                | 3–3   | 17 août 1996      | [ 64 ]  |
| Ian Wright                  | Angleterre                                | Arsenal*                 | Sheffield Wednesday      | 4–1   | 16 septembre 1996 | [ 65 ]  |
| Dwight YorkeD               | Trinité-et-Tobago                         | Aston Villa              | Newcastle United*        | 4–3   | 30 septembre 1996 | [ 66 ]  |
| Gary Speed                  | Pays de Galles                            | Everton*                 | Southampton              | 7–1   | 16 novembre 1996  | [ 67 ]  |
| Robbie Fowler4              | Angleterre                                | Liverpool*               | Middlesbrough            | 5–1   | 14 décembre 1996  | [ 68 ]  |
| Alan Shearer                | Angleterre                                | Newcastle United*        | Leicester City           | 4–3   | 2 février 1997    | [ 69 ]  |
| Ian Marshall                | Angleterre                                | Leicester City*          | Derby County             | 4–2   | 22 février 1997   | [ 70 ]  |
| Steffen Iversen             | Norvège                                   | Tottenham Hotspur        | Sunderland*              | 0–4   | 4 mars 1997       | [ 71 ]  |
| Fabrizio Ravanelli          | Italie                                    | Middlesbrough*           | Derby County             | 6–1   | 5 mars 1997       | [ 72 ]  |
| Kevin Gallacher             | Écosse                                    | Blackburn Rovers*        | Wimbledon                | 3–1   | 15 mars 1997      | [ 73 ]  |
| Paul Kitson                 | Angleterre                                | West Ham United*         | Sheffield Wednesday      | 5–1   | 3 mai 1997        | [ 74 ]  |
| Dion Dublin                 | Angleterre                                | Coventry City*           | Chelsea                  | 3–2   | 9 août 1997       | [ 75 ]  |
| Chris Sutton                | Angleterre                                | Blackburn Rovers         | Aston Villa*             | 0–4   | 13 août 1997      | [ 76 ]  |
| Gianluca Vialli4P           | Italie                                    | Chelsea                  | Barnsley*                | 0–6   | 24 août 1997      | [ 77 ]  |
| Dennis BergkampN            | Pays-Bas                                  | Arsenal*                 | Leicester City           | 3–3   | 27 août 1997      | [ 78 ]  |
| Ian Wright                  | Angleterre                                | Arsenal*                 | Bolton Wanderers         | 4–1   | 13 septembre 1997 | [ 79 ]  |
| Patrik Berger               | Tchéquie                                  | Liverpool*               | Chelsea                  | 4–2   | 5 octobre 1997    | [ 80 ]  |
| Andy Cole                   | Angleterre Jamaïque                       | Manchester United*       | Barnsley                 | 7–0   | 25 octobre 1997   | [ 81 ]  |
| Andy Booth                  | Angleterre                                | Sheffield Wednesday*     | Bolton Wanderers         | 5–0   | 8 novembre 1997   | [ 82 ]  |
| Gianfranco Zola             | Italie                                    | Chelsea*                 | Derby County             | 4–0   | 29 novembre 1997  | [ 83 ]  |
| Tore André Flo              | Norvège                                   | Chelsea                  | Tottenham Hotspur*       | 1–6   | 6 décembre 1997   | [ 84 ]  |
| Duncan Ferguson             | Écosse                                    | Everton*                 | Bolton Wanderers         | 3–2   | 28 décembre 1997  | [ 85 ]  |
| Kevin Gallacher             | Écosse                                    | Blackburn Rovers*        | Aston Villa              | 5–0   | 17 janvier 1998   | [ 86 ]  |
| Michael OwenN               | Angleterre                                | Liverpool                | Sheffield Wednesday*     | 3–3   | 14 février 1998   | [ 87 ]  |
| Chris Sutton                | Angleterre                                | Blackburn Rovers*        | Leicester City           | 5–3   | 28 février 1998   | [ 88 ]  |
| Darren HuckerbyN            | Angleterre                                | Coventry City            | Leeds United*            | 3–3   | 25 avril 1998     | [ 89 ]  |
| Jürgen Klinsmann4           | Allemagne                                 | Tottenham Hotspur        | Wimbledon*               | 2–6   | 2 mai 1998        | [ 90 ]  |
| Clive Mendonca              | Angleterre                                | Charlton Athletic*       | Southampton              | 5–0   | 22 août 1998      | [ 91 ]  |
| Michael Owen                | Angleterre                                | Liverpool                | Newcastle United*        | 1–4   | 30 août 1998      | [ 92 ]  |
| Michael Owen4               | Angleterre                                | Liverpool*               | Nottingham Forest        | 5–1   | 24 octobre 1998   | [ 93 ]  |
| Dion Dublin                 | Angleterre                                | Aston Villa              | Southampton              | 1–4   | 14 novembre 1998  | [ 94 ]  |
| Robbie Fowler               | Angleterre                                | Liverpool                | Aston Villa*             | 2–4   | 21 novembre 1998  | [ 95 ]  |
| Chris Armstrong             | Angleterre                                | Tottenham Hotspur*       | Everton                  | 4–1   | 28 décembre 1998  | [ 96 ]  |
| Darren Huckerby             | Angleterre                                | Coventry City*           | Nottingham Forest        | 4–0   | 9 janvier 1999    | [ 97 ]  |
| Robbie FowlerP              | Angleterre                                | Liverpool*               | Southampton              | 7–1   | 16 janvier 1999   | [ 98 ]  |
| Dwight Yorke                | Trinité-et-Tobago                         | Manchester United        | Leicester City*          | 2–6   | 16 janvier 1999   | [ 99 ]  |
| Ole Gunnar Solskjær4 & remp | Norvège                                   | Manchester United        | Nottingham Forest*       | 1–8   | 6 février 1999    | ,       |
| Nicolas Anelka              | France                                    | Arsenal*                 | Leicester City           | 5–0   | 20 février 1999   | [ 101 ] |
| Kevin Campbell              | Angleterre                                | Everton*                 | West Ham United          | 6–0   | 8 mai 1999        | [ 102 ] |
| Michael Bridges             | Angleterre                                | Leeds United             | Southampton*             | 0–3   | 11 août 1999      | [ 103 ] |
| Andy Cole4                  | Angleterre Jamaïque                       | Manchester United*       | Newcastle United         | 5–1   | 30 août 1999      | [ 104 ] |
| Kevin Phillips              | Angleterre                                | Sunderland               | Derby County*            | 0–5   | 18 septembre 1999 | [ 105 ] |
| Alan Shearer5               | Angleterre                                | Newcastle United*        | Sheffield Wednesday      | 8–0   | 19 septembre 1999 | [ 106 ] |
| Nwankwo Kanu                | Nigeria                                   | Arsenal                  | Chelsea*                 | 2–3   | 23 octobre 1999   | [ 107 ] |
| Marc Overmars               | Pays-Bas                                  | Arsenal*                 | Middlesbrough            | 5–1   | 21 novembre 1999  | [ 108 ] |
| Ole Gunnar Solskjær4P       | Norvège                                   | Manchester United*       | Everton                  | 5–1   | 4 décembre 1999   | [ 109 ] |
| Nick Barmby                 | Angleterre                                | Everton                  | West Ham United*         | 0–4   | 26 février 2000   | [ 110 ] |
| Stan Collymore              | Angleterre                                | Leicester City*          | Sunderland               | 5–2   | 5 mars 2000       | [ 111 ] |
| Steffen Iversen             | Norvège                                   | Tottenham Hotspur*       | Southampton              | 7–2   | 11 mars 2000      | [ 112 ] |
| Dwight Yorke                | Trinité-et-Tobago                         | Manchester United*       | Derby County             | 3–1   | 11 mars 2000      | [ 113 ] |
| Paul Scholes                | Angleterre                                | Manchester United*       | West Ham United          | 7–1   | 1er avril 2000    | [ 114 ] |
| Dean WindassN               | Angleterre                                | Bradford City*           | Derby County             | 4–4   | 21 avril 2000     | [ 115 ] |
| Paulo Wanchope              | Costa Rica                                | Manchester City*         | Sunderland               | 4–2   | 23 août 2000      | [ 116 ] |
| Michael Owen                | Angleterre                                | Liverpool*               | Aston Villa              | 3–1   | 6 septembre 2000  | [ 117 ] |
| Emile HeskeyP               | Angleterre                                | Liverpool                | Derby County*            | 0–4   | 15 octobre 2000   | [ 118 ] |
| Jimmy Floyd Hasselbaink4    | Pays-Bas Suriname                         | Chelsea*                 | Coventry City            | 6–1   | 21 octobre 2000   | [ 119 ] |
| Teddy Sheringham            | Angleterre                                | Manchester United*       | Southampton              | 5–0   | 28 octobre 2000   | [ 120 ] |
| Mark Viduka4                | Australie Croatie                         | Leeds United*            | Liverpool                | 4–3   | 4 novembre 2000   | [ 121 ] |
| Les FerdinandP              | Angleterre                                | Tottenham Hotspur        | Leicester City*          | 0–3   | 25 novembre 2000  | [ 122 ] |
| Ray Parlour                 | Angleterre                                | Arsenal*                 | Newcastle United         | 5–0   | 10 décembre 2000  | [ 123 ] |
| Thierry Henry               | France                                    | Arsenal*                 | Leicester City           | 6–1   | 26 décembre 2000  | [ 124 ] |
| Kevin Phillips              | Angleterre                                | Sunderland               | Bradford City*           | 1–4   | 26 décembre 2000  | [ 125 ] |
| Dwight Yorke                | Trinité-et-Tobago                         | Manchester United*       | Arsenal                  | 6–1   | 25 février 2001   | [ 126 ] |
| Sylvain Wiltord             | France                                    | Arsenal*                 | West Ham United          | 3–0   | 3 mars 2001       | [ 127 ] |
| Marcus Stewart              | Angleterre                                | Ipswich Town             | Southampton*             | 0–3   | 7 avril 2001      | [ 128 ] |
| Michael Owen                | Angleterre                                | Liverpool*               | Newcastle United         | 3–0   | 5 mai 2001        | [ 129 ] |
| Robbie Fowler               | Angleterre                                | Liverpool                | Leicester City*          | 1–4   | 20 octobre 2001   | [ 130 ] |
| Paul KitsonN                | Angleterre                                | West Ham United          | Charlton Athletic*       | 4–4   | 19 novembre 2001  | [ 131 ] |
| Ruud van Nistelrooy         | Pays-Bas                                  | Manchester United*       | Southampton              | 6–1   | 22 décembre 2001  | [ 132 ] |
| Robbie Fowler               | Angleterre                                | Leeds United             | Bolton Wanderers*        | 0–3   | 26 décembre 2001  | [ 133 ] |
| Ole Gunnar Solskjær         | Norvège                                   | Manchester United        | Bolton Wanderers*        | 0–4   | 29 janvier 2002   | [ 134 ] |
| Jimmy Floyd HasselbainkP    | Pays-Bas Suriname                         | Chelsea*                 | Tottenham Hotspur        | 4–0   | 13 mars 2002      | [ 135 ] |
| Fredi Bobic                 | Allemagne                                 | Bolton Wanderers*        | Ipswich Town             | 4–1   | 6 avril 2002      | [ 136 ] |
| Michael Owen                | Angleterre                                | Liverpool                | Manchester City*         | 0–3   | 28 septembre 2002 | [ 137 ] |
| James Beattie               | Angleterre                                | Southampton*             | Fulham                   | 4–2   | 27 octobre 2002   | [ 138 ] |
| Ruud van Nistelrooy         | Pays-Bas                                  | Manchester United*       | Newcastle United         | 5–3   | 23 novembre 2002  | [ 139 ] |
| Robbie Keane                | Irlande                                   | Tottenham Hotspur*       | Everton                  | 4–3   | 12 janvier 2003   | [ 140 ] |
| Thierry HenryP              | France                                    | Arsenal*                 | West Ham United          | 3–1   | 19 janvier 2003   | [ 141 ] |
| Ruud van Nistelrooy         | Pays-Bas                                  | Manchester United*       | Fulham                   | 3–0   | 22 mars 2003      | [ 142 ] |
| Mark Viduka                 | Australie Croatie                         | Leeds United             | Charlton Athletic*       | 1–6   | 5 avril 2003      | [ 143 ] |
| Paul Scholes                | Angleterre                                | Manchester United        | Newcastle United*        | 2–6   | 12 avril 2003     | [ 144 ] |
| Michael Owen4               | Angleterre                                | Liverpool                | West Bromwich Albion*    | 0–6   | 26 avril 2003     | [ 145 ] |
| Ruud van Nistelrooy         | Pays-Bas                                  | Manchester United*       | Charlton Athletic        | 4–1   | 3 mai 2003        | [ 146 ] |
| Jermaine Pennant            | Angleterre                                | Arsenal*                 | Southampton              | 6–1   | 7 mai 2003        | [ 147 ] |
| Robert Pirès                | France                                    | Arsenal*                 | Southampton              | 6–1   | 7 mai 2003        | [ 147 ] |
| Fredrik Ljungberg           | Suède                                     | Arsenal                  | Sunderland*              | 0–4   | 11 mai 2003       | [ 148 ] |
| Teddy Sheringham            | Angleterre                                | Portsmouth*              | Bolton Wanderers         | 4–0   | 26 août 2003      | [ 149 ] |
| Nicolas Anelka              | France                                    | Manchester City*         | Aston Villa              | 4–1   | 14 septembre 2003 | [ 150 ] |
| Ruud van Nistelrooy         | Pays-Bas                                  | Manchester United        | Leicester City*          | 1–4   | 27 septembre 2003 | [ 151 ] |
| Kevin Lisbie                | Jamaïque                                  | Charlton Athletic*       | Liverpool                | 3–2   | 28 septembre 2003 | [ 152 ] |
| Steve Watson                | Angleterre                                | Everton*                 | Leeds United             | 4–0   | 28 septembre 2003 | [ 153 ] |
| Robbie Keane                | Irlande                                   | Tottenham Hotspur*       | Wolverhampton Wanderers  | 5–2   | 6 décembre 2003   | [ 154 ] |
| Jimmy Floyd Hasselbainkremp | Pays-Bas Suriname                         | Chelsea*                 | Wolverhampton Wanderers  | 5–2   | 27 mars 2004      | ,       |
| Thierry Henry               | France                                    | Arsenal*                 | Liverpool                | 4–2   | 9 avril 2004      | [ 156 ] |
| Thierry Henry4              | France                                    | Arsenal*                 | Leeds United             | 5–0   | 16 avril 2004     | [ 157 ] |
| Yakubu Aiyegbeni4           | Nigeria                                   | Portsmouth*              | Middlesbrough            | 5–1   | 15 mai 2004       | [ 158 ] |
| Yakubu Aiyegbeni            | Nigeria                                   | Portsmouth*              | Fulham                   | 4–3   | 30 août 2004      | [ 159 ] |
| Jimmy Floyd Hasselbaink     | Pays-Bas Suriname                         | Middlesbrough            | Blackburn Rovers*        | 0–4   | 16 octobre 2004   | [ 160 ] |
| Eiður Guðjohnsen            | Islande                                   | Chelsea*                 | Blackburn Rovers         | 4–0   | 23 octobre 2004   | [ 161 ] |
| Milan Baroš                 | Tchéquie                                  | Liverpool*               | Crystal Palace           | 3–2   | 13 novembre 2004  | [ 162 ] |
| Jermain Defoe               | Angleterre                                | Tottenham Hotspur*       | Southampton              | 5–1   | 18 décembre 2004  | [ 163 ] |
| Thierry Henry               | France                                    | Arsenal*                 | Portsmouth               | 3–0   | 5 mars 2005       | [ 164 ] |
| Robert Earnshawremp         | Pays de Galles                            | West Bromwich Albion     | Charlton Athletic*       | 1–4   | 19 mars 2005      | ,       |
| Thierry Henry               | France                                    | Arsenal*                 | Norwich City             | 4–1   | 2 avril 2005      | [ 166 ] |
| Marlon Harewood             | Angleterre                                | West Ham United*         | Aston Villa              | 4–0   | 12 septembre 2005 | [ 167 ] |
| Henri Camara                | Sénégal                                   | Wigan Athletic*          | Charlton Athletic        | 3–0   | 16 décembre 2005  | [ 168 ] |
| Michael Owen                | Angleterre                                | Newcastle United         | West Ham United*         | 2–4   | 17 décembre 2005  | [ 169 ] |
| Thierry Henry               | France                                    | Arsenal*                 | Middlesbrough            | 7–0   | 14 janvier 2006   | [ 170 ] |
| David Bentley               | Angleterre                                | Blackburn Rovers*        | Manchester United        | 4–3   | 1er février 2006  | [ 171 ] |
| Luke Moore                  | Angleterre                                | Aston Villa              | Middlesbrough*           | 0–4   | 4 février 2006    | [ 172 ] |
| Thierry Henry               | France                                    | Arsenal*                 | Wigan Athletic           | 4–2   | 7 mai 2006        | [ 173 ] |
| Wayne Rooney                | Angleterre                                | Manchester United        | Bolton Wanderers*        | 0–4   | 28 octobre 2006   | [ 174 ] |
| Didier Drogba               | Côte d'Ivoire                             | Chelsea*                 | Watford                  | 4–0   | 11 novembre 2006  | [ 175 ] |
| Peter CrouchP               | Angleterre                                | Liverpool*               | Arsenal                  | 4–1   | 31 mars 2007      | [ 176 ] |
| Emmanuel Adebayor           | Togo Nigeria                              | Arsenal*                 | Derby County             | 5–0   | 22 septembre 2007 | [ 177 ] |
| Benjani Mwaruwari           | Zimbabwe                                  | Portsmouth*              | Reading                  | 7–4   | 29 septembre 2007 | [ 178 ] |
| Yakubu AiyegbeniP           | Nigeria                                   | Everton*                 | Fulham                   | 3–0   | 8 décembre 2007   | [ 179 ] |
| Roque Santa CruzD           | Paraguay Espagne                          | Blackburn Rovers         | Wigan Athletic*          | 3–5   | 15 décembre 2007  | [ 180 ] |
| Marcus Bent                 | Angleterre                                | Wigan Athletic*          | Blackburn Rovers         | 3–5   | 15 décembre 2007  | [ 181 ] |
| Dimitar Berbatov4           | Bulgarie                                  | Tottenham Hotspur*       | Reading                  | 6–4   | 29 décembre 2007  | [ 182 ] |
| Cristiano Ronaldo           | Portugal                                  | Manchester United*       | Newcastle United         | 6–0   | 12 janvier 2008   | [ 183 ] |
| Benjani Mwaruwari           | Zimbabwe                                  | Portsmouth*              | Derby County             | 3–1   | 19 janvier 2008   | [ 184 ] |
| John Carew                  | Norvège                                   | Aston Villa*             | Newcastle United         | 4–1   | 9 février 2008    | [ 185 ] |
| Fernando Torres             | Espagne                                   | Liverpool*               | Middlesbrough            | 3–2   | 23 février 2008   | [ 186 ] |
| Mikael ForssellP            | Finlande                                  | Birmingham City*         | Tottenham Hotspur        | 4–1   | 1er mars 2008     | [ 187 ] |
| Fernando Torres             | Espagne                                   | Liverpool*               | West Ham United          | 4–0   | 5 mars 2008       | [ 188 ] |
| Frank Lampard4              | Angleterre                                | Chelsea*                 | Derby County             | 6–1   | 12 mars 2008      | [ 189 ] |
| Emmanuel Adebayorremp       | Togo Nigeria                              | Arsenal                  | Derby County*            | 2–6   | 28 avril 2008     | ,       |
| Afonso Alves                | Brésil                                    | Middlesbrough*           | Manchester City          | 8–1   | 5 novembre 2008   | [ 191 ] |
| Gabriel AgbonlahorP         | Angleterre                                | Aston Villa*             | Manchester City          | 4–2   | 17 août 2008      | [ 192 ] |
| Emmanuel AdebayorP          | Togo Nigeria                              | Arsenal                  | Blackburn Rovers*        | 0–4   | 13 septembre 2008 | [ 193 ] |
| Robinho                     | Brésil                                    | Manchester City*         | Stoke City               | 3–0   | 26 octobre 2008   | [ 194 ] |
| Nicolas Anelka              | France                                    | Chelsea*                 | Sunderland               | 5–0   | 1er novembre 2008 | [ 195 ] |
| Steven Gerrard              | Angleterre                                | Liverpool*               | Aston Villa              | 5–0   | 22 mars 2009      | [ 196 ] |
| Andreï Archavine4           | Russie                                    | Arsenal                  | Liverpool*               | 4–4   | 21 avril 2009     | [ 197 ] |
| Jermain Defoe               | Angleterre                                | Tottenham Hotspur        | Hull City*               | 1–5   | 19 août 2009      | [ 198 ] |
| Yossi Benayoun              | Israël                                    | Liverpool*               | Burnley                  | 4–0   | 12 septembre 2009 | [ 199 ] |
| Fernando Torres             | Espagne                                   | Liverpool*               | Hull City                | 6–1   | 26 septembre 2009 | [ 200 ] |
| Robbie Keane4               | Irlande                                   | Tottenham Hotspur*       | Burnley                  | 5–0   | 26 septembre 2009 | [ 201 ] |
| Aruna Dindane               | Côte d'Ivoire                             | Portsmouth*              | Wigan Athletic           | 4–0   | 31 octobre 2009   | [ 202 ] |
| Jermain Defoe5              | Angleterre                                | Tottenham Hotspur*       | Wigan Athletic           | 9–1   | 22 novembre 2009  | [ 203 ] |
| Wayne Rooney                | Angleterre                                | Manchester United        | Portsmouth*              | 1–4   | 28 novembre 2009  | [ 204 ] |
| Carlos Tévez                | Argentine                                 | Manchester City*         | Blackburn Rovers         | 4–1   | 11 janvier 2010   | [ 205 ] |
| Wayne Rooney4               | Angleterre                                | Manchester United*       | Hull City                | 4–0   | 23 janvier 2010   | [ 206 ] |
| Darren Bent                 | Angleterre                                | Sunderland*              | Bolton Wanderers         | 4–0   | 9 mars 2010       | [ 207 ] |
| Frank Lampard4              | Angleterre                                | Chelsea*                 | Aston Villa              | 7–1   | 27 mars 2010      | [ 208 ] |
| Carlos Tévez                | Argentine                                 | Manchester City*         | Wigan Athletic           | 3–0   | 29 mars 2010      | [ 209 ] |
| Salomon KalouP              | Côte d'Ivoire                             | Chelsea*                 | Stoke City               | 7–0   | 25 avril 2010     | [ 210 ] |
| Didier DrogbaP              | Côte d'Ivoire                             | Chelsea*                 | Wigan Athletic           | 8–0   | 9 mai 2010        | [ 211 ] |
| Didier Drogba               | Côte d'Ivoire                             | Chelsea*                 | West Bromwich Albion     | 6–0   | 14 août 2010      | [ 212 ] |
| Theo Walcott                | England                                   | Arsenal*                 | Blackpool                | 6–0   | 21 août 2010      | [ 213 ] |
| Andy Carroll                | England                                   | Newcastle United*        | Aston Villa              | 6–0   | 22 août 2010      | [ 214 ] |
| Dimitar Berbatov            | Bulgarie                                  | Manchester United*       | Liverpool                | 3–2   | 19 septembre 2010 | [ 215 ] |
| Kevin Nolan                 | Angleterre                                | Newcastle United*        | Sunderland               | 5–1   | 31 octobre 2010   | [ 216 ] |
| Dimitar Berbatov5           | Bulgarie                                  | Manchester United*       | Blackburn Rovers         | 7–1   | 27 novembre 2010  | [ 217 ] |
| Mario Balotelli             | Italie                                    | Manchester City*         | Aston Villa              | 4–0   | 28 décembre 2010  | [ 218 ] |
| Leon Best                   | Irlande                                   | Newcastle United*        | West Ham United          | 5–0   | 5 janvier 2011    | [ 219 ] |
| Dimitar Berbatov            | Bulgarie                                  | Manchester United*       | Birmingham City          | 5–0   | 22 janvier 2011   | [ 220 ] |
| Robin van Persie            | Pays-Bas                                  | Arsenal*                 | Wigan Athletic           | 3–0   | 22 janvier 2011   | [ 221 ] |
| Carlos Tévez                | Argentine                                 | Manchester City*         | West Bromwich Albion     | 3–0   | 5 février 2011    | [ 222 ] |
| Louis Saha4P                | France                                    | Everton*                 | Blackpool                | 5–3   | 5 février 2011    | [ 223 ] |
| Dirk Kuyt                   | Pays-Bas                                  | Liverpool*               | Manchester United        | 3–1   | 6 mars 2011       | [ 224 ] |
| Wayne Rooney                | Angleterre                                | Manchester United        | West Ham United*         | 2–4   | 2 avril 2011      | [ 225 ] |
| Maxi Rodríguez              | Argentine                                 | Liverpool*               | Birmingham City          | 5–0   | 23 avril 2011     | [ 226 ] |
| Maxi Rodríguez              | Argentine                                 | Liverpool                | Fulham*                  | 2–5   | 9 mai 2011        | [ 227 ] |
| Somen TchoyiN               | Cameroun                                  | West Bromwich Albion     | Newcastle United*        | 3–3   | 22 mai 2011       | [ 228 ] |
| Edin Džeko4P                | Bosnie-Herzégovine                        | Manchester City          | Tottenham Hotspur*       | 1–5   | 28 août 2011      | [ 229 ] |
| Wayne Rooney                | Angleterre                                | Manchester United*       | Arsenal                  | 8–2   | 28 août 2011      | [ 230 ] |
| Sergio Agüero               | Argentine                                 | Manchester City*         | Wigan Athletic           | 3–0   | 10 septembre 2011 | [ 231 ] |
| Wayne Rooney                | Angleterre                                | Manchester United        | Bolton Wanderers*        | 0–5   | 10 septembre 2011 | [ 232 ] |
| Demba Ba                    | Sénégal France                            | Newcastle United*        | Blackburn Rovers         | 3–1   | 23 septembre 2011 | [ 233 ] |
| Frank Lampard               | Angleterre                                | Chelsea                  | Bolton Wanderers*        | 1–5   | 2 octobre 2011    | [ 234 ] |
| Andy Johnson                | Angleterre                                | Fulham*                  | Queens Park Rangers      | 6–0   | 2 octobre 2011    | [ 235 ] |
| Robin van Persie            | Pays-Bas                                  | Arsenal                  | Chelsea*                 | 3–5   | 29 octobre 2011   | [ 236 ] |
| Demba BaP                   | Sénégal France                            | Newcastle United         | Stoke City*              | 1–3   | 31 octobre 2011   | [ 237 ] |
| Yakubu Aiyegbeni4P          | Nigeria                                   | Blackburn Rovers*        | Swansea City             | 4–2   | 3 décembre 2011   | [ 238 ] |
| Dimitar Berbatov            | Bulgarie                                  | Manchester United*       | Wigan Athletic           | 5–0   | 26 décembre 2011  | [ 239 ] |
| Clint Dempsey               | États-Unis                                | Fulham*                  | Newcastle United         | 5–2   | 20 janvier 2012   | [ 240 ] |
| Robin van Persie            | Pays-Bas                                  | Arsenal*                 | Blackburn Rovers         | 7–1   | 4 février 2012    | [ 241 ] |
| Peter Odemwingie            | Nigeria                                   | West Bromwich Albion     | Wolverhampton Wanderers* | 1–5   | 12 février 2012   | [ 242 ] |
| Pavel PogrebniakP           | Russie                                    | Fulham*                  | Wolverhampton Wanderers  | 5–0   | 4 mars 2012       | [ 243 ] |
| Steven Gerrard              | Angleterre                                | Liverpool*               | Everton                  | 3–0   | 13 mars 2012      | [ 244 ] |
| Carlos Tévez                | Argentine                                 | Manchester City          | Norwich City*            | 1–6   | 14 avril 2012     | [ 245 ] |
| Luis Suárez                 | Uruguay                                   | Liverpool                | Norwich City*            | 0–3   | 28 avril 2012     | [ 246 ] |
| Fernando Torres             | Espagne                                   | Chelsea*                 | Queens Park Rangers      | 6–1   | 29 avril 2012     | [ 247 ] |
| Robin van Persie            | Pays-Bas                                  | Manchester United        | Southampton*             | 2–3   | 2 septembre 2012  | [ 248 ] |
| Luis Suárez                 | Uruguay                                   | Liverpool                | Norwich City*            | 2–5   | 29 septembre 2012 | [ 249 ] |
| Jordi GómezP                | Espagne                                   | Wigan Athletic*          | Reading                  | 3–2   | 24 novembre 2012  | [ 250 ] |
| Santi Cazorla               | Espagne                                   | Arsenal                  | Reading*                 | 2–5   | 17 décembre 2012  | [ 251 ] |
| Gareth Bale                 | Pays de Galles                            | Tottenham Hotspur        | Aston Villa*             | 0–4   | 26 décembre 2012  | [ 252 ] |
| Theo Walcott                | Angleterre                                | Arsenal*                 | Newcastle United         | 7–3   | 29 décembre 2012  | [ 253 ] |
| Shinji Kagawa               | Japon                                     | Manchester United*       | Norwich City             | 4–0   | 2 mars 2013       | [ 254 ] |
| Luis Suárez                 | Uruguay                                   | Liverpool                | Wigan Athletic*          | 0–4   | 2 mars 2013       | [ 255 ] |
| Robin van Persie            | Pays-Bas                                  | Manchester United*       | Aston Villa              | 3–0   | 22 avril 2013     | [ 256 ] |
| Christian Benteke           | Belgique République démocratique du Congo | Aston Villa*             | Sunderland               | 6–1   | 29 avril 2013     | [ 257 ] |
| Daniel Sturridge            | Angleterre                                | Liverpool                | Fulham*                  | 1–3   | 12 mai 2013       | [ 258 ] |
| Kevin NolanP                | Angleterre                                | West Ham United*         | Reading                  | 4–2   | 19 mai 2013       | [ 259 ] |
| Romelu LukakurempNP         | Belgique République démocratique du Congo | West Bromwich Albion*    | Manchester United        | 5–5   | 19 mai 2013       | [ 100 ] |
| Luis Suárez                 | Uruguay                                   | Liverpool*               | West Bromwich Albion     | 4–1   | 26 octobre 2013   | [ 260 ] |
| Luis Suárez4                | Uruguay                                   | Liverpool*               | Norwich City             | 5–1   | 4 décembre 2013   | [ 261 ] |
| Adam Johnson                | Angleterre                                | Sunderland               | Fulham*                  | 1–4   | 11 janvier 2014   | [ 262 ] |
| Samuel Eto'o                | Cameroun                                  | Chelsea*                 | Manchester United        | 3–1   | 19 janvier 2014   | [ 263 ] |
| Eden Hazard                 | Belgique                                  | Chelsea*                 | Newcastle United         | 3–0   | 8 février 2014    | [ 264 ] |
| André Schürrle              | Allemagne                                 | Chelsea                  | Fulham*                  | 1–3   | 1er mars 2014     | [ 265 ] |
| Yaya Touré                  | Côte d'Ivoire                             | Manchester City*         | Fulham                   | 5–0   | 22 mars 2014      | [ 266 ] |
| Luis Suárez                 | Uruguay                                   | Liverpool                | Cardiff City*            | 3–6   | 22 mars 2014      | [ 267 ] |
| Diego Costa                 | Espagne                                   | Chelsea*                 | Swansea City             | 4–2   | 13 septembre 2014 | [ 268 ] |
| Sergio Agüero4              | Argentine                                 | Manchester City*         | Tottenham Hotspur        | 4–1   | 18 octobre 2014   | [ 269 ] |
| Charlie Austin              | Angleterre                                | Queens Park Rangers*     | West Bromwich Albion     | 3–2   | 20 décembre 2014  | [ 270 ] |
| Jonathan WaltersP           | Irlande                                   | Stoke City*              | Queens Park Rangers      | 3–1   | 31 janvier 2015   | [ 271 ] |
| Harry Kane                  | Angleterre                                | Tottenham Hotspur*       | Leicester City           | 4–3   | 21 mars 2015      | [ 272 ] |
| Christian BentekeN          | Belgique République démocratique du Congo | Aston Villa*             | Queens Park Rangers      | 3–3   | 7 avril 2015      | [ 273 ] |
| Yannick Bolasie             | République démocratique du Congo          | Crystal Palace           | Sunderland*              | 1–4   | 11 avril 2015     | [ 274 ] |
| Sergio Agüero               | Argentine                                 | Manchester City*         | Queens Park Rangers      | 6–0   | 10 mai 2015       | [ 275 ] |
| Sadio Mané                  | Sénégal                                   | Southampton*             | Aston Villa              | 6–1   | 16 mai 2015       | [ 276 ] |
| Theo Walcott                | Angleterre                                | Arsenal*                 | West Bromwich Albion     | 4–0   | 24 mai 2015       | [ 277 ] |
| Callum Wilson               | Angleterre                                | Bournemouth              | West Ham United*         | 3–4   | 22 août 2015      | [ 278 ] |
| Steven NaismithrempP        | Écosse                                    | Everton*                 | Chelsea                  | 3–1   | 12 septembre 2015 | [ 279 ] |
| Alexis Sánchez              | Chili                                     | Arsenal                  | Leicester City*          | 2–5   | 26 septembre 2015 | [ 280 ] |
| Sergio Agüero5              | Argentine                                 | Manchester City*         | Newcastle United         | 6–1   | 3 octobre 2015    | [ 281 ] |
| Raheem Sterling             | Angleterre                                | Manchester City*         | Bournemouth              | 5–1   | 17 octobre 2015   | [ 282 ] |
| Georginio Wijnaldum4        | Pays-Bas Suriname                         | Newcastle United*        | Norwich City             | 6–2   | 18 octobre 2015   | [ 283 ] |
| Harry Kane                  | Angleterre                                | Tottenham Hotspur        | Bournemouth*             | 1–5   | 25 octobre 2015   | [ 284 ] |
| Arouna Koné                 | Côte d'Ivoire                             | Everton*                 | Sunderland               | 6–2   | 1er novembre 2015 | [ 285 ] |
| Riyad MahrezP               | Algérie                                   | Leicester City           | Swansea City*            | 0–3   | 5 décembre 2015   | [ 286 ] |
| Jermain Defoe               | Angleterre                                | Sunderland               | Swansea City*            | 2–4   | 13 janvier 2016   | [ 287 ] |
| Andy CarrollN               | Angleterre                                | West Ham United*         | Arsenal                  | 3–3   | 9 avril 201       | [ 288 ] |
| Sergio Agüero               | Argentine                                 | Manchester City          | Chelsea*                 | 0–3   | 16 avril 2016     | [ 289 ] |
| Sadio Mané                  | Sénégal                                   | Southampton*             | Manchester City          | 4–2   | 1er mai 2016      | [ 290 ] |
| Olivier Giroud              | France                                    | Arsenal*                 | Aston Villa              | 4–0   | 15 mai 2016       | [ 291 ] |
| Romelu Lukaku               | Belgique République démocratique du Congo | Everton                  | Sunderland*              | 0–3   | 12 septembre 2016 | [ 292 ] |
| Alexis Sánchez              | Chili                                     | Arsenal                  | West Ham United*         | 1–5   | 3 décembre 2016   | [ 293 ] |
| Jamie Vardy                 | Angleterre                                | Leicester City*          | Manchester City          | 4–2   | 10 décembre 2016  | [ 294 ] |
| Salomón Rondón              | Venezuela                                 | West Bromwich Albion*    | Swansea City             | 3–1   | 14 décembre 2016  | [ 295 ] |
| Andre Gray                  | Angleterre                                | Burnley*                 | Sunderland               | 4–1   | 31 décembre 2016  | [ 296 ] |
| Harry Kane                  | Angleterre                                | Tottenham Hotspur*       | West Bromwich Albion     | 4–0   | 14 janvier 2017   | [ 297 ] |
| Romelu Lukaku4              | Belgique République démocratique du Congo | Everton*                 | Bournemouth              | 6–3   | 4 février 2017    | [ 298 ] |
| Harry Kane                  | Angleterre                                | Tottenham Hotspur*       | Stoke City               | 4–0   | 26 février 2017   | [ 299 ] |
| Joshua King                 | Norvège                                   | AFC Bournemouth*         | West Ham United          | 3–2   | 11 mars 2017      | [ 300 ] |
| Harry Kane4                 | Angleterre                                | Tottenham Hotspur        | Leicester City*          | 1–6   | 18 mai 2017       | [ 301 ] |
| Harry Kane                  | Angleterre                                | Tottenham Hotspur        | Hull City*               | 1–7   | 21 mai 2017       | [ 302 ] |
| Sergio Agüero               | Argentine                                 | Manchester City          | Watford*                 | 0–6   | 16 septembre 2017 | [ 303 ] |
| Álvaro Morata               | Espagne                                   | Chelsea                  | Stoke City*              | 0–4   | 23 septembre 2017 | [ 304 ] |
| Callum Wilson               | Angleterre                                | AFC Bournemouth*         | Huddersfield Town        | 4–0   | 18 novembre 2017  | [ 305 ] |
| Wayne Rooney                | Angleterre                                | Everton*                 | West Ham United          | 4–0   | 29 novembre 2017  | [ 306 ] |
| Harry Kane                  | Angleterre                                | Tottenham Hotspur        | Burnley*                 | 0–3   | 23 décembre 2017  | [ 307 ] |
| Harry Kane                  | Angleterre                                | Tottenham Hotspur*       | Southampton              | 5–2   | 26 décembre 2017  | [ 308 ] |
| Sergio AgüeroP              | Argentine                                 | Manchester City*         | Newcastle United         | 3–1   | 20 janvier 2018   | [ 309 ] |
| Aaron Ramsey                | Pays de Galles                            | Arsenal*                 | Everton                  | 5–1   | 3 février 2018    | [ 310 ] |
| Sergio Agüero4              | Argentine                                 | Manchester City*         | Leicester City           | 5–1   | 10 février 2018   | [ 311 ] |
| Mohamed Salah4              | Égypte                                    | Liverpool*               | Watford                  | 5–0   | 17 mars 2018      | [ 312 ] |
| Sergio Agüero               | Argentine                                 | Manchester City*         | Huddersfield Town        | 6–1   | 19 août 2018      | [ 313 ] |
| Eden Hazard                 | Belgique                                  | Chelsea*                 | Cardiff City             | 4–1   | 15 septembre 2018 | [ 314 ] |
| Mohamed Salah               | Égypte                                    | Liverpool                | AFC Bournemouth*         | 0–4   | 8 décembre 2018   | [ 315 ] |
| Roberto Firmino             | Brésil                                    | Liverpool*               | Arsenal                  | 5–1   | 29 décembre 2018  | [ 316 ] |
| Diogo Jota                  | Portugal                                  | Wolverhampton Wanderers* | Leicester City           | 4–3   | 19 janvier 2019   | [ 317 ] |
| Sergio Agüero               | Argentine                                 | Manchester City*         | Arsenal                  | 3–1   | 3 février 2019    | [ 318 ] |
| Sergio Agüero               | Argentine                                 | Manchester City*         | Chelsea                  | 6–0   | 10 février 2019   | [ 319 ] |
| Gerard Deulofeu             | Espagne                                   | Cardiff City             | Watford*                 | 1–5   | 22 février 201    | [ 320 ] |
| Raheem Sterling             | Angleterre                                | *Manchester City*        | Watford                  | 3–1   | 9 mars 2019       | [ 321 ] |
| Lucas Moura                 | Brésil                                    | *Tottenham Hotspur       | Huddersfield Town        | 4–0   | 13 avril 2019     | [ 322 ] |
| Ayoze Pérez                 | Espagne                                   | *Newcastle United        | Southampton              | 3–1   | 20 avril 2019     | [ 323 ] |
| Raheem Sterling             | Angleterre                                | West Ham United          | Manchester City          | 0–5   | 10 août 2019      | [ 324 ] |
| Teemu Pukki                 | Finlande                                  | Norwich City             | Newcastle United         | 3–1   | 17 août 2019      | [ 325 ] |
| Tammy Abraham               | Angleterre                                | Wolverhampton Wanderers  | Chelsea                  | 2–5   | 14 septembre 2019 | [ 326 ] |
| Bernardo Silva              | Portugal                                  | Manchester City          | Watford                  | 8–0   | 21 septembre 2019 | [ 327 ] |
| Ayoze Pérez                 | Espagne                                   | Southampton              | Leicester City           | 0–9   | 25 octobre 2019   | [ 328 ] |
| Jamie Vardy                 | Angleterre                                | Southampton              | Leicester City           | 0–9   | 25 octobre 2019   | [ 328 ] |
| Christian PulisicP          | États-Unis                                | Burnley                  | Chelsea                  | 2–4   | 26 octobre 2019   | [ 329 ] |
| Sergio Agüero               | Argentine                                 | Aston Villa              | Manchester City          | 1–6   | 12 janvier 2020   | [ 330 ] |
| Anthony Martial             | France                                    | Manchester United        | Sheffield United         | 3–0   | 24 juin 2020      | [ 331 ] |
| Michail Antonio4            | Angleterre                                | Norwich City             | West Ham United          | 0–4   | 11 juillet 2020   | [ 332 ] |
| Raheem Sterling             | Angleterre                                | Brighton & Hove Albion   | Manchester City          | 0-5   | 11 juillet 2020   | [ 333 ] |
| Mohamed Salah               | Égypte                                    | Liverpool                | Leeds United             | 4–3   | 12 septembre 2020 | [ 334 ] |
| Dominic Calvert-Lewin       | Angleterre                                | Everton                  | West Bromwich Albion     | 5-2   | 19 septembre 2020 | [ 335 ] |
| Son Heung-min4              | Corée du Sud                              | Southampton              | Tottenham Hotspur        | 2-5   | 20 septembre 2020 | [ 336 ] |
| Jamie Vardy                 | Angleterre                                | Manchester City          | Leicester City           | 2-5   | 27 septembre 2020 | [ 337 ] |
| Ollie WatkinsP              | Angleterre                                | Aston Villa              | Liverpool FC             | 7-2   | 4 octobre 2020    | [ 338 ] |
| Patrick Bamford             | Angleterre                                | Aston Villa              | Leeds United             | 0-3   | 23 octobre 2020   | [ 339 ] |
| Riyad Mahrez                | Algérie                                   | Manchester City          | Burnley FC               | 5-0   | 28 novembre 2020  | [ 340 ] |
| Pierre-Emerick Aubameyang   | Gabon                                     | Arsenal                  | Leeds United             | 4-2   | 14 février 2021   | [ 341 ] |
| Kelechi Iheanacho           | Nigeria                                   | Leicester City           | Sheffield United         | 5-0   | 14 mars 2021      | [ 342 ] |
| Chris Wood                  | Nouvelle-Zélande                          | Wolverhampton Wanderers  | Burnley                  | 0-4   | 25 avril 2021     | [ 343 ] |
| Gareth Bale                 | Pays de Galles                            | Tottenham Hotspur        | Sheffield United         | 4-0   | 2 mai 2021        | [ 344 ] |
| Ferran Torres               | Espagne                                   | Newcastle United         | Manchester City          | 3-4   | 14 mai 2021       | [ 345 ] |
| Bruno Fernandes             | Portugal                                  | Manchester United        | Leeds United             | 5-1   | 14 août 2021      | [ 346 ] |
| Roberto Firmino             | Brésil                                    | Watford                  | Liverpool                | 0–5   | 16 octobre 2021   | [ 347 ] |
| Mason Mount                 | Angleterre                                | Chelsea                  | Norwich City             | 7–0   | 23 octobre 2021   | [ 348 ] |
| Joshua King                 | Norvège                                   | Everton                  | Watford                  | 2–5   | 23 octobre 2021   | [ 349 ] |
| Mohamed Salah               | Égypte                                    | Manchester United        | Liverpool                | 0–5   | 24 octobre 2021   | [ 350 ] |
| Jack Harrison               | Angleterre                                | West Ham United          | Leeds United             | 2–3   | 16 janvier 2022   | [ 351 ] |
| Raheem SterlingP            | Angleterre                                | Norwich City             | Manchester City          | 0–4   | 12 février 2022   | [ 352 ] |
| Ivan Toney                  | Angleterre                                | Norwich City             | Brentford                | 1–3   | 5 mars 2022       | [ 353 ] |
| Cristiano Ronaldo           | Portugal                                  | Manchester United        | Tottenham Hotspur        | 3–2   | 12 mars 2022      | [ 354 ] |
| Son Heung-min               | Corée du Sud                              | Aston Villa              | Tottenham Hotspur        | 0-4   | 9 avril 2022      | [ 355 ] |
| Cristiano Ronaldo           | Portugal                                  | Manchester United        | Norwich City             | 3–2   | 16 avril 2022     | [ 356 ] |
| Gabriel Jesus4              | Brésil                                    | Manchester City          | Watford                  | 5–1   | 23 avril 2022     | [ 357 ] |
| Kevin De Bruyne4            | Belgique                                  | Wolverhampton Wanderers  | Manchester City          | 1–5   | 11 mai 2022       | [ 358 ] |
| Erling Haaland              | Norvège                                   | Manchester City          | Crystal Palace           | 4–2   | 27 août 2022      | [ 359 ] |
| Erling HaalandP             | Norvège                                   | Manchester City          | Nottingham Forest        | 6–0   | 31 août 2022      | [ 360 ] |
| Ivan Toney                  | Angleterre                                | Brentford                | Leeds United             | 5–2   | 3 septembre 2022  | [ 361 ] |
| Son Heung-min               | Corée du Sud                              | Tottenham Hotspur        | Leicester City           | 6–2   | 17 septembre 2022 | [ 362 ] |
| Leandro Trossard            | Belgique                                  | Liverpool                | Brighton & Hove Albion   | 3–3   | 1er octobre 2022  | [ 363 ] |
| Erling Haaland              | Norvège                                   | Manchester City          | Manchester United        | 6–3   | 2 octobre 2022    | [ 364 ] |
| Phil Foden                  | Angleterre                                | Manchester City          | Manchester United        | 6–3   | 2 octobre 2022    | [ 364 ] |
| Erling Haaland              | Norvège                                   | Manchester City          | Wolverhampton Wanderers  | 3–0   | 22 janvier 2023   | [ 365 ] |
| Son Heung-min (4)           | Corée du Sud                              | Burnley                  | Tottenham Hotspur        | 2–5   | 2 septembre 2023  | [ 366 ] |
| Erling Haaland (5)          | Norvège                                   | Manchester City          | Fulham                   | 5–1   | 2 septembre 2023  | [ 367 ] |
| Evan Ferguson               | Irlande                                   | Brighton & Hove Albion   | Newcastle United         | 3–1   | 2 septembre 2023  | [ 368 ] |
| Ollie Watkins (2)           | Angleterre                                | Aston Villa              | Brighton & Hove Albion   | 6–1   | 30 septembre 2023 | [ 369 ] |
| Eddie Nketiah               | Angleterre                                | Arsenal                  | Sheffield United         | 5–0   | 28 octobre 2023   | [ 370 ] |
| Nicolas Jackson             | Sénégal                                   | Tottenham Hotspur        | Chelsea                  | 1–4   | 6 novembre 2023   | [ 371 ] |
| Dominic Solanke             | Angleterre Nigeria                        | Nottingham Forest        | Bournemouth              | 2–3   | 23 décembre 2023  | [ 372 ] |
| Chris Wood (2)              | Nouvelle-Zélande                          | Newcastle United         | Nottingham Forest        | 1–3   | 26 décembre 2023  | [ 373 ] |
| Elijah Adebayo              | Angleterre Nigeria                        | Luton Town               | Brighton & Hove Albion   | 4–0   | 30 janvier 2024   | [ 374 ] |
| Matheus Cunha               | Brésil                                    | Chelsea                  | Wolverhampton Wanderers  | 2–4   | 4 février 2024    | [ 375 ] |
| Phil Foden (2)              | Angleterre                                | Brentford                | Manchester City          | 1–3   | 5 février 2024    | [ 376 ] |
| Jarrod Bowen                | Angleterre                                | West Ham United          | Brentford                | 4–2   | 26 février 2024   | [ 377 ] |
| Phil Foden (3)              | Angleterre                                | Manchester City          | Aston Villa              | 4–1   | 3 avril 2024      | [ 378 ] |
| Cole Palmer                 | Angleterre                                | Chelsea                  | Manchester United        | 4–3   | 4 avril 2024      | [ 379 ] |
| Cole Palmer4P (2)           | Angleterre                                | Chelsea                  | Everton                  | 6–0   | 15 avril 2024     | [ 380 ] |
| Erling Haaland4 (6)         | Norvège                                   | Manchester City          | Wolverhampton Wanderers  | 5–1   | 4 mai 2024        | [ 381 ] |
| Jean-Philippe Mateta        | France                                    | Crystal Palace           | Aston Villa              | 5–0   | 19 mai 2024       | [ 382 ] |

## Coups du chapeau multiples
La liste suivante présente les joueurs qui ont inscrit au moins deux coups du chapeau. L'étoile * signifie que le joueur est encore actif en Premier League.
| Rang | Joueur                  | Hat-tricks |
| ---- | ----------------------- | ---------- |
| 1re  | Sergio Agüero           | 12         |
| 2e   | Alan Shearer            | 11         |
| 3e   | Robbie Fowler           | 9          |
| 4e   | Thierry Henry           | 8          |
| 4e   | Harry Kane*             | 8          |
| 4e   | Erling Haaland*         | 8          |
| 4e   | Michael Owen            | 8          |
| 7e   | Wayne Rooney            | 7          |
| 8e   | Luis Suárez             | 6          |
|      |                         |            |
| 10e  | Dimitar Berbatov        | 5          |
| 10e  | Andy Cole               | 5          |
| 10e  | Raheem Sterling*        | 5          |
| 10e  | Ruud van Nistelrooy     | 5          |
| 10e  | Robin van Persie        | 5          |
| 10e  | Ian Wright              | 5          |
| 16e  | Yakubu Aiyegbeni        | 4          |
| 16e  | Kevin Campbell          | 4          |
| 16e  | Jermain Defoe           | 4          |
| 16e  | Les Ferdinand           | 4          |
| 16e  | Jimmy Floyd Hasselbaink | 4          |
| 16e  | Matthew Le Tissier      | 4          |
| 16e  | Mohamed Salah*          | 4          |
| 16e  | Teddy Sheringham        | 4          |
| 16e  | Son Heung-min*          | 4          |
| 16e  | Chris Sutton            | 4          |
| 16e  | Carlos Tévez            | 4          |
| 16e  | Fernando Torres         | 4          |
| 16e  | Dwight Yorke            | 4          |
| 29e  | Emmanuel Adebayor       | 3          |
| 29e  | Nicolas Anelka          | 3          |
| 29e  | Tony Cottee             | 3          |
| 29e  | Didier Drogba           | 3          |
| 29e  | Dion Dublin             | 3          |
| 29e  | Phil Foden*             | 3          |
| 29e  | Robbie Keane            | 3          |
| 29e  | Frank Lampard           | 3          |
| 29e  | Romelu Lukaku           | 3          |
| 29e  | Cristiano Ronaldo       | 3          |
| 29e  | Ole Gunnar Solskjær     | 3          |
| 29e  | Jamie Vardy             | 3          |
| 29e  | Theo Walcott            | 3          |
| 42e  | Demba Ba                | 2          |
| 42e  | Gareth Bale             | 2          |
| 42e  | Christian Benteke       | 2          |
| 42e  | Andy Carroll            | 2          |
| 42e  | Roberto Firmino         | 2          |
| 42e  | Kevin Gallacher         | 2          |
| 42e  | Steven Gerrard          | 2          |
| 42e  | Eden Hazard             | 2          |
| 42e  | Darren Huckerby         | 2          |
| 42e  | Steffen Iversen         | 2          |
| 42e  | Andrei Kanchelskis      | 2          |
| 42e  | Joshua King             | 2          |
| 42e  | Paul Kitson             | 2          |
| 42e  | Riyad Mahrez            | 2          |
| 42e  | Sadio Mané              | 2          |
| 42e  | Benjani Mwaruwari       | 2          |
| 42e  | Kevin Nolan             | 2          |
| 42e  | Cole Palmer*            | 2          |
| 42e  | Ayoze Pérez             | 2          |
| 42e  | Kevin Phillips          | 2          |
| 42e  | Fabrizio Ravanelli      | 2          |
| 42e  | Maxi Rodríguez          | 2          |
| 42e  | Alexis Sánchez          | 2          |
| 42e  | Paul Scholes            | 2          |
| 42e  | Ivan Toney*             | 2          |
| 42e  | Mark Viduka             | 2          |
| 42e  | Ollie Watkins*          | 2          |
| 42e  | Callum Wilson*          | 2          |
| 42e  | Chris Wood*             | 2          |
| 42e  | Tony Yeboah             | 2          |

## Coups du chapeau par nationalités
Le tableau suivant dresse la liste des coups du chapeau marqués par des buteurs d'une même nationalité.
| Rang | Nation             | Coups du chapeau | Dernier en date   |
| ---- | ------------------ | ---------------- | ----------------- |
| 1    | Angleterre         | 170              | 15 avril 2024     |
| 2    | Argentine          | 18               | 12 janvier 2020   |
| 2    | Pays-Bas           | 18               | 18 octobre 2015   |
| 2    | France             | 18               | 19 mai 2024       |
| 5    | Norvège            | 16               | 4 mai 2024        |
| 6    | Espagne            | 12               | 14 mai 2021       |
| 7    | Belgique           | 9                | 1 octobre 2022    |
| 8    | Nigeria            | 8                | 14 mars 2021      |
| 9    | Brésil             | 7                | 4 février 2024    |
| 9    | Côte d'Ivoire      | 7                | 1 novembre 2015   |
| 9    | Écosse             | 7                | 12 septembre 2015 |
| 9    | Pays de Galles     | 7                | 2 mai 2021        |
| 13   | Irlande            | 6                | 2 septembre 2023  |
| 13   | Portugal           | 6                | 16 avril 2022     |
| 13   | Sénégal            | 6                | 6 novembre 2023   |
| 13   | Uruguay            | 6                | 22 mars 2014      |
| 17   | Bulgarie           | 5                | 26 décembre 2011  |
| 17   | Italie             | 5                | 28 décembre 2010  |
| 19   | Corée du Sud       | 4                | 2 septembre 2023  |
| 19   | Égypte             | 4                | 24 octobre 2021   |
| 19   | Russie             | 4                | 4 mars 2012       |
| 19   | Trinité-et-Tobago  | 4                | 25 février 2001   |
| 22   | Allemagne          | 3                | 1 mars 2014       |
| 22   | Togo               | 3                | 13 septembre 2008 |
| 22   | Zimbabwe           | 3                | 19 janvier 2008   |
| 26   | Algérie            | 2                | 28 novembre 2020  |
| 26   | Australie          | 2                | 5 avril 2003      |
| 26   | Cameroun           | 2                | 19 janvier 2014   |
| 26   | Chili              | 2                | 3 décembre 2016   |
| 26   | Répuplique Tchèque | 2                | 13 novembre 2004  |
| 26   | Finlande           | 2                | 17 août 2019      |
| 26   | Ghana              | 2                | 23 septembre 1995 |
| 26   | États-Unis         | 2                | 26 octobre 2019   |
| 26   | Nouvelle-Zélande   | 2                | 26 décembre 2023  |
| 35   | Bosnie-Herzégovine | 1                | 28 août 2011      |
| 35   | Costa Rica         | 1                | 23 août 2000      |
| 35   | RD Congo           | 1                | 11 avril 2015     |
| 35   | Gabon              | 1                | 14 février 2021   |
| 35   | Islande            | 1                | 23 octobre 2004   |
| 35   | Israel             | 1                | 12 septembre 2009 |
| 35   | Jamaïque           | 1                | 28 septembre 2003 |
| 35   | Japon              | 1                | 2 mars 2013       |
| 35   | Paraguay           | 1                | 15 décembre 2007  |
| 35   | Suède              | 1                | 11 mai 2003       |
| 35   | Vénézuela          | 1                | 14 décembre 2016  |
| 35   | Yougoslavie        | 1                | 16 décembre 1995  |

## Coups du chapeau par clubs
Le tableau suivant dresse la liste des coups du chapeau marqués pour un club de Premier League.
| Rang | Club                    | Coups du chapeau | Dernier en date   |
| ---- | ----------------------- | ---------------- | ----------------- |
| 1    | Liverpool               | 42               | 24 octobre 2021   |
| 2    | Arsenal                 | 41               | 28 octobre 2023   |
| 2    | Manchester City         | 41               | 4 mai 2024        |
| 4    | Manchester United       | 36               | 16 avril 2022     |
| 5    | Chelsea                 | 30               | 15 avril 2024     |
| 6    | Tottenham Hotspur       | 29               | 2 septembre 2023  |
| 7    | Blackburn Rovers        | 17               | 3 décembre 2011   |
| 8    | Everton                 | 16               | 19 septembre 2020 |
| 9    | Newcastle United        | 14               | 20 avril 2019     |
| 10   | Aston Villa             | 12               | 30 septembre 2023 |
| 10   | Leeds United            | 12               | 16 janvier 2022   |
| 12   | Leicester City          | 8                | 14 mars 2021      |
| 12   | West Ham United         | 8                | 26 février 2024   |
| 14   | Southampton             | 7                | 1 mai 2016        |
| 15   | Portsmouth              | 6                | 31 octobre 2009   |
| 15   | Coventry City           | 6                | 9 janvier 1999    |
| 17   | West Bromwich Albion    | 5                | 14 décembre 2016  |
| 17   | Middlesbrough           | 5                | 11 mai 2008       |
| 17   | Sunderland              | 5                | 13 janvier 2016   |
| 17   | Queens Park Rangers     | 5                | 20 décembre 2014  |
| 21   | Norwich City            | 4                | 17 août 2019      |
| 21   | Bournemouth             | 4                | 23 décembre 2023  |
| 23   | Fulham                  | 3                | 4 mars 2012       |
| 23   | Wigan Athletic          | 3                | 24 novembre 2012  |
| 25   | Brentford               | 2                | 3 septembre 2022  |
| 25   | Brighton & Hove Albion  | 2                | 2 septembre 2023  |
| 25   | Charlton Athletic       | 2                | 28 septembre 2003 |
| 25   | Crystal Palace          | 2                | 19 mai 2024       |
| 25   | Nottingham Forest       | 2                | 26 décembre 2023  |
| 25   | Sheffield Wednesday     | 2                | 8 novembre 1997   |
| 25   | Watford                 | 2                | 23 octobre 2021   |
| 25   | Wolverhampton Wanderers | 2                | 4 février 2024    |
| 25   | Burnley                 | 2                | 25 avril 2021     |
| 34   | Bradford City           | 1                | 21 avril 2000     |
| 34   | Sheffield United        | 1                | 16 janvier 1993   |
| 34   | Ipswich Town            | 1                | 7 avril 2001      |
| 34   | Wimbledon               | 1                | 26 avril 1994     |
| 34   | Birmingham City         | 1                | 1 mars 2008       |
| 34   | Bolton Wanderers        | 1                | 6 avril 2002      |
| 34   | Stoke City              | 1                | 31 janvier 2015   |
| 34   | Swindon Town            | 1                | 5 février 1994    |
| 34   | Luton Town              | 1                | 30 janvier 2024   |